# Verkehrswende

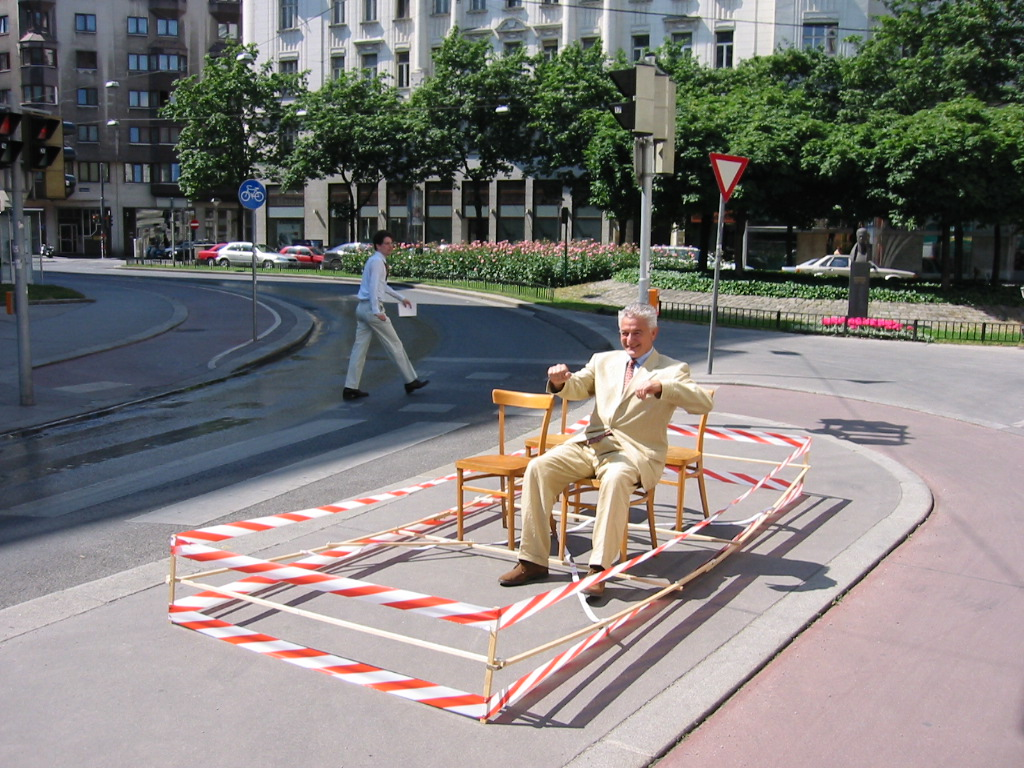
Hermann Knoflacher kritisierte bereits vor Jahrzehnten die autogerechte Stadt. Mit seinem Gehzeug karikiert er den Platzbedarf des motorisierten Individualverkehrs (2007).

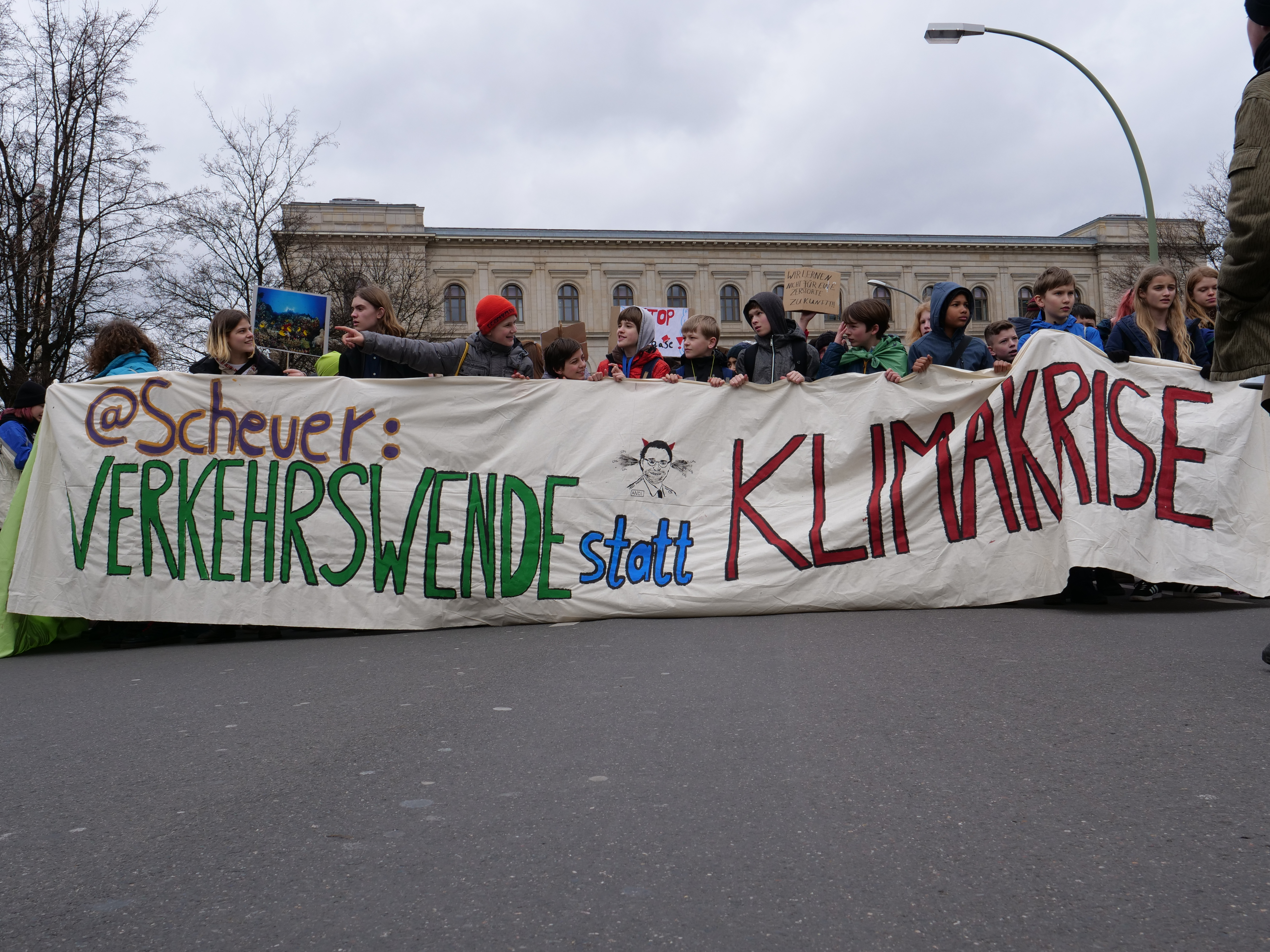
Demonstranten von Fridays for Future mit einem Banner mit der Aufschrift „Verkehrswende statt Klimakrise“ vor dem Bundesverkehrsministerium (2019)

Als Verkehrswende, auch Mobilitätswende, wird der gesellschaftliche, technologische, planerische und politische Prozess bezeichnet, Verkehr und Mobilität auf nachhaltige Energieträger, sanfte Mobilitätsnutzung und eine Vernetzung verschiedener Formen des Individualverkehrs und des öffentlichen Personennahverkehrs umzustellen. Sie beinhaltet auch einen kulturellen Wandel, eine Umverteilung des öffentlichen Raums und eine Umleitung von Geldströmen. Eine solche Verkehrswende bezieht auch den Güterverkehr ein.
Die Verkehrswende stellt eine Gegenbewegung zur Autozentriertheit aus der Mitte des 20. Jahrhunderts dar, die zum Beispiel in Form der autogerechten Stadt ausgeführt wurde.

## Motivation
Hauptmotivation für eine Verkehrswende ist die Reduzierung von verkehrsbedingten Umwelt- und Personenschäden.

### Klimaschäden
Wichtiges Ziel ist die Senkung von CO2-Emissionen. Um das im Übereinkommen von Paris vereinbarte Ziel zu erreichen, also die globale Erwärmung auf deutlich unter 2 °C zu begrenzen, muss die Verbrennung von Erdölprodukten bis etwa 2040 eingestellt werden. Da die CO2-Emissionen des Verkehrs auf praktisch Null sinken müssen, reichen die bisher im Verkehrsbereich getroffenen Maßnahmen nicht aus, um die gesetzten Klimaschutzziele zu erreichen. Viele Klimaschutzstrategien im Verkehrssektor hätten ebenfalls positive Nebeneffekte. Hierzu zählen z. B. bessere Luftqualität durch weniger Luftverschmutzung, gesundheitliche Vorteile, gerechter Zugang zu Transportdienstleistungen, weniger Staus und ein insgesamt verringerter Materialbedarf im Verkehrswesen.
Auf nationaler Ebene will die Ampel-Regierung den übermäßigen CO2-Ausstoß im Verkehr durch Einsparungen in anderen Sektoren außerhalb des Verkehrssektors ausgleichen. Entsprechende Möglichkeiten schafft die Entkernung des Bundes-Klimaschutzgesetzes. Das befreit Deutschland allerdings nicht von den Klimaschutzvorgaben im Rahmen der europäischen Lastenteilung, des „Effort Sharing“. Diese Regelung in der Verordnung (EU) 2018/842 („EU‑Klimaschutzverordnung“) verlangt von den EU-Staaten, ihre Emissionen in den sogenannten ESR-Sektoren „Verkehr“, „Gebäude“, „Landwirtschaft“ und „Abfall“ von 2005 bis 2030 um circa 40 Prozent, je nach vereinbarter Vorgabe von Staat zu Staat variierend, zu verringern. Deutschland als wirtschaftlich starkes Land muss sogar 50 Prozent Verringerung erreichen – und diese Anforderung würde nach aktuellem Stand allein der deutsche Verkehrssektor laut einer Umweltbundesamt-Projektion für 2030 um 29 Millionen Tonnen CO2 verfehlen. Kumuliert für die Jahre 2023 bis 2030 ergibt sich sogar eine Verfehlung um 180 Millionen Tonnen CO2. Zwar mag es sein, dass sich der Bundesverkehrsminister durch die Aufweichung des Bundes-Klimaschutzgesetzes auf der nationalen Ebene gewisse Spielräume zur Vermeidung von CO2-Emissionseinsparungen im Verkehr verschafft hat; auf der EU-Ebene gibt es solche Spielräume jedoch nicht, da die EU-Klimaschutzvorgaben in jedem einzelnen ESR-Sektor zu erfüllen vorgegeben sind.

### Luftverschmutzung

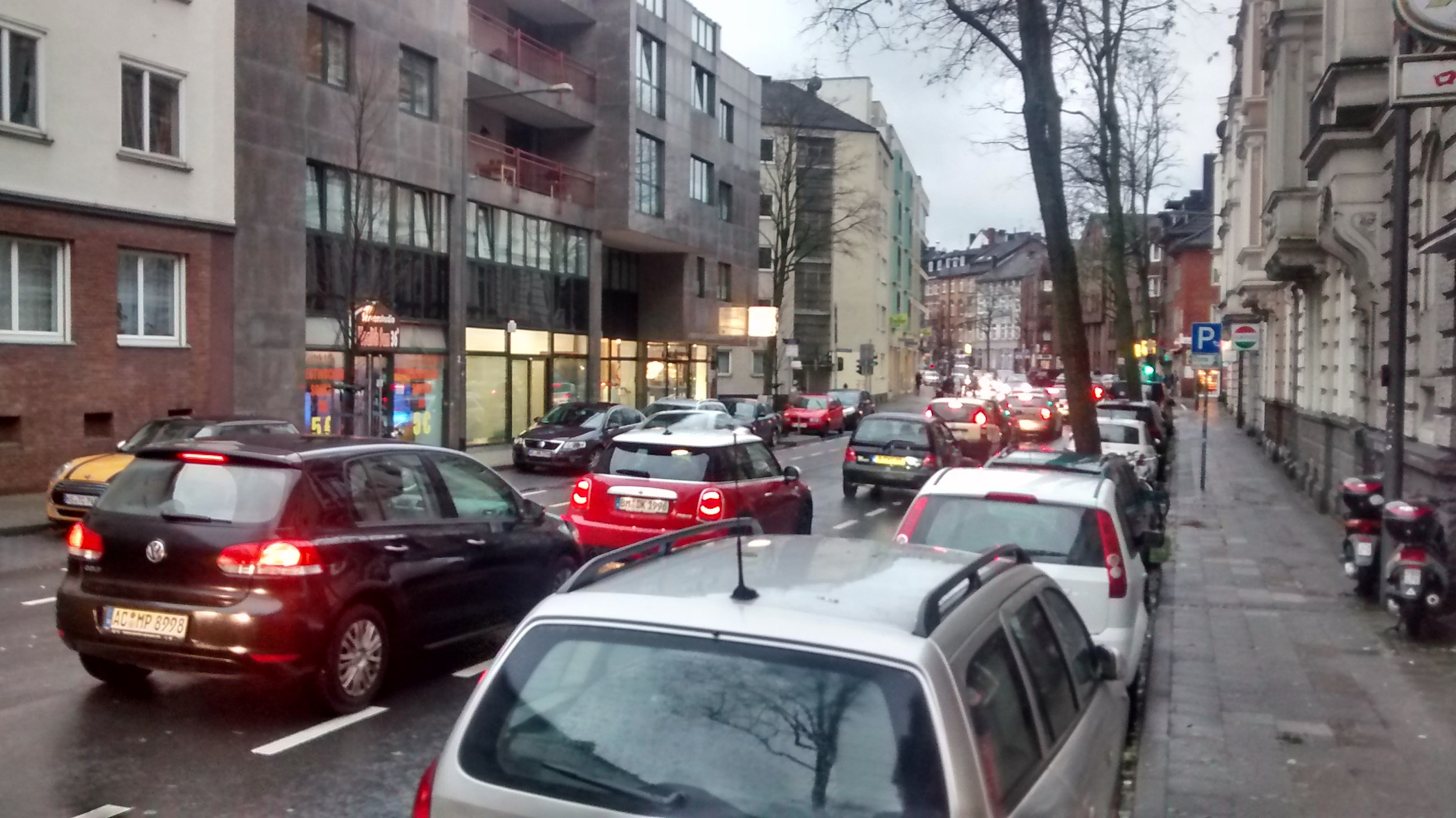
Klassische städtische Mobilität am Beispiel Aachens: Automobile im privaten Besitz prägen das Straßenbild.

Eine Verkehrswende dient in den Metropolregionen und großen Städten auch gesundheitlichen Zwecken und soll insbesondere der massiven Luftverschmutzung entgegenwirken. Beispielsweise verursachte der Verkehr in Deutschland 2015 etwa 38 % der auf den Menschen zurückzuführenden Stickoxidemissionen. Alleine durch die Luftverschmutzung des Verkehrs an Land starben im Jahr 2010 rund 164.000 Menschen; in Deutschland waren es gut 6.900 Menschen. Eine neuere Studie des gleichen Hauptautors kommt zu dem Ergebnis, dass durch die Luftverschmutzung des Straßenverkehrs in Deutschland jährlich 11.000 Todesfälle verursacht werden, die potenziell vermieden werden könnten. Diese Zahl ist 3,5 Mal so hoch wie die Zahl der Todesopfer durch Unfälle.

### Unfalltote, Lebensqualität, aggressives Verhalten
Weitere Motive sind der Wunsch nach weniger Lärm, Straßen mit Aufenthaltsqualität und geringeren Unfallrisiken (siehe auch Vision Zero). Nach Schätzungen der europäischen Umweltagentur sind 113 Millionen Menschen in Europa von Straßenlärm auf ungesundem Niveau betroffen. Bei steigendem Verkehrsaufkommen und Pendlerzahlen wünschten sich viele Bürger auch attraktivere Aufenthaltsmöglichkeiten im öffentlichen Raum. Eine Verkehrswende dient demnach auch der Steigerung der Lebensqualität.
Die Verkehrswende gilt manchen auch als Mittel, aggressives Verhalten im Verkehr und der Gesellschaft abzubauen. Studien weisen darauf hin, dass Menschen in großen und teuren Autos eher zu rücksichtsloserem Verhalten neigen. Der Studie Verkehrsklima 2020 zufolge fühlen sich Frauen unsicherer als Männer. Sie wünschen sich stärker mehr Kontrollen und strengere Gesetze. Der im Design von Fahrzeugen gezielt eingesetzte böse Blick wird hingegen von Herstellern zunehmend eingesetzt, um Fahrern, die sich auf der Straße als stark und überlegen fühlen möchten, Fahrzeuge zu verkaufen. Laut einer Veröffentlichung des IASS Potsdam werde in der Unfallberichterstattung durch Presse und Polizei bisweilen ein verzerrtes Bild aufgebaut.

### Stau
Ein weiterer Treiber der Verkehrswende ist der zunehmende Stillstand im Stau auf den Straßen. Die klassische Verkehrspolitik setzt hier zur Lösung des Stauproblems meist auf den Ausbau der Straßen. Für den zunehmenden Stau gibt es global betrachtet wiederum zwei wichtige Faktoren: Immer mehr Menschen ziehen im Zuge der Urbanisierung in die Städte und mit wachsendem Wohlstand werden mehr Automobile (auch als Statussymbol) gekauft. Es kann davon ausgegangen werden, dass in Zukunft der Ausbau des öffentlichen und des nichtmotorisierten Verkehrs wieder eine größere Rolle spielen wird.

## Konzept

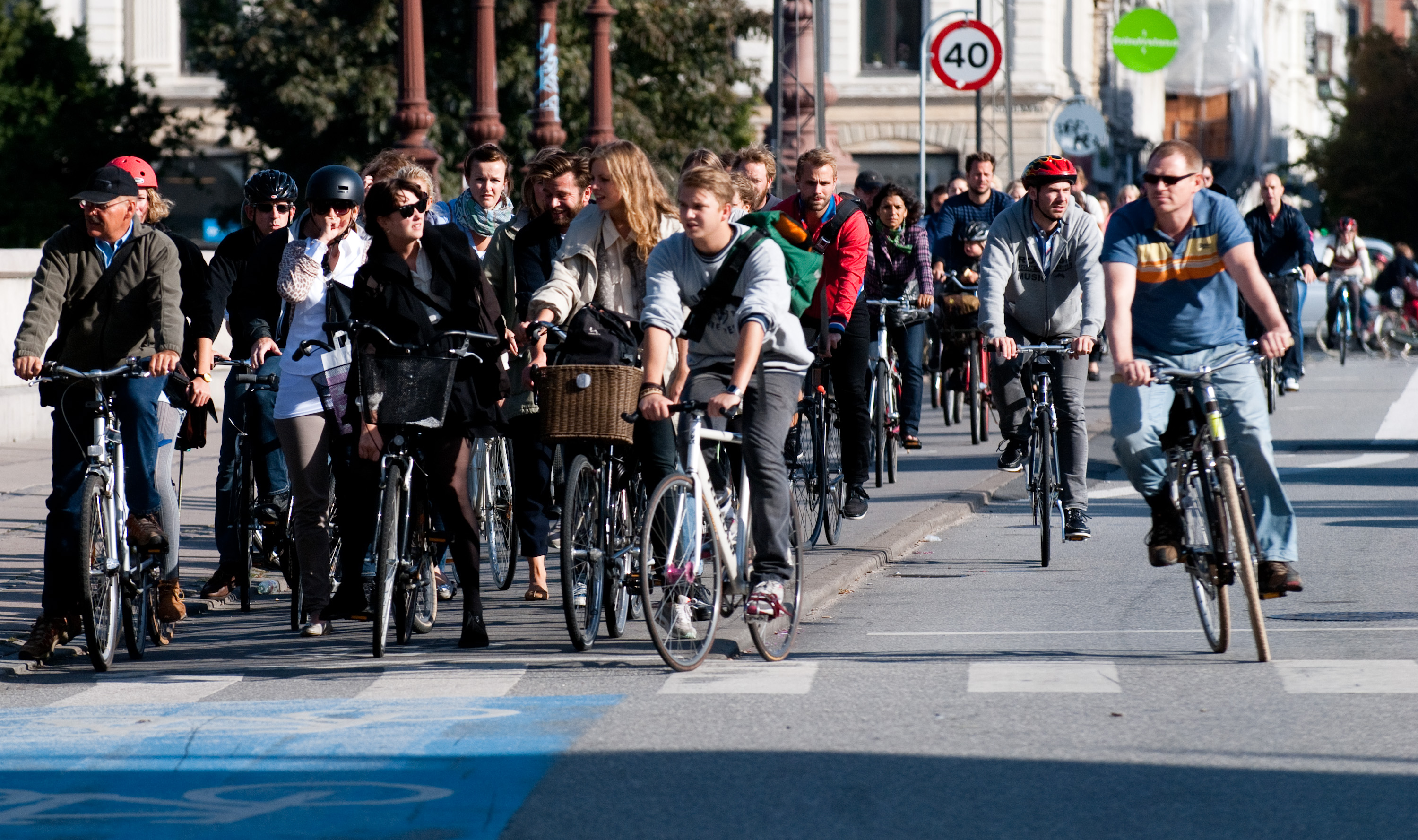
Radfahren in Kopenhagen bedeutet, auch den Berufsverkehr mit dem Rad zu gestalten. 45 Prozent der Bevölkerung pendelt mit dem Fahrrad.

Kritik an der „automobilen Gesellschaft“ ist nicht neu. Schon 1975 wollte der Verkehrsplaner Hermann Knoflacher den Radverkehr in Wien fördern. Er karikierte den Platzbedarf von Automobilen mit einem von ihm erfundenen Gehzeug.
Diese Kritik und die geforderten Gegenmaßnahmen wurden zu dem Konzept der Verkehrswende verdichtet.
Der Duden definiert die Verkehrswende als „grundlegende Umstellung des öffentlichen Verkehrs [besonders mit ökologischen Zielvorstellungen]“.
Ziel einer Verkehrswende in Deutschland ist nach einem Thesenpapier von Agora Verkehrswende – eine gemeinsame Initiative der Stiftung Mercator und der European Climate Foundation – , die Klimaneutralität des Verkehrs bis zum Jahr 2050 sicherzustellen. Sie müsse auf zwei Säulen basieren:
1. Mobilitätswende: Ziel ist eine deutliche Energieeinsparung. Die Mobilitätswende soll eine qualitative Veränderung des Verkehrsverhaltens bringen, insbesondere eine Vermeidung und Verlagerung von Verkehr. Eine effiziente Gestaltung der Verkehrssysteme ohne Einschränkung der Mobilität soll erreicht werden.
2. Energiewende im Verkehr: Zur Dekarbonisierung des Verkehrs wird die Umstellung der Energieversorgung des Verkehrs auf erneuerbare Energien für notwendig erachtet.[21][26]

Eine Verkehrswende beinhaltet auch einen kulturellen Wandel und insbesondere einer Neubewertung „der Straße“. Derzeit besteht ihr vorrangiger Zweck darin, den Autoverkehr möglichst ungestört durch die Stadt zu lenken. Zukünftig soll die Dominanz des Autos einer Gleichberechtigung der Fortbewegungsweisen weichen.
In einer erweiterten Definition wird die Verkehrswende von einer reinen Antriebswende einerseits und einer grundlegenden Mobilitätswende andererseits unterschieden:
1. Antriebswende: schrittweise Ersetzung von Verbrennungsmotoren durch solche, die über Wasserstoff, Brennstoffzellen oder batterieelektrisch angetrieben werden[29]
2. Verkehrswende: der private Autoverkehr[30] wird durch andere Modi reduziert, respektive ersetzt. Vor allem in den großen Städten und Metropolregionen wird verstärkt auf die Etablierung und Verbreitung alternativer Verkehrsmittel gesetzt – vom Ausbau des öffentlichen Verkehrs über die Förderung des sogenannten Aktivverkehrs (Fuß- und Fahrradverkehr), der Zulassung neuer elektrifizierter Kleinstfahrzeuge wie E-Tretroller sowie dem Angebot verschiedener Mobilitätsdienstleistungen (die sogenannten MaaS, »mobility as a service«).
3. Mobilitätswende: In dieser Perspektive werden nicht nur die zurückgelegten Wege und die hierfür verwendeten Verkehrsmittel in den Blick genommen, sondern auch die sozio-ökonomischen, kulturellen und räumlichen Dynamiken und Zwänge, die die Notwendigkeit von Distanzüberwindung verursachen. Dazu gehören beispielsweise Siedlungs- und Verkehrspolitiken, Wohnungs- und Arbeitsmärkte, Sozialpolitik und Migration. Das Bedürfnis nach schneller Überwindung von Distanzen wird nicht als invariante Eigenschaft von Menschen, sondern als Teil und Voraussetzung der gegenwärtigen, auf Wachstum ausgerichteten marktwirtschaftlichen Gesellschaftsformation verstanden.

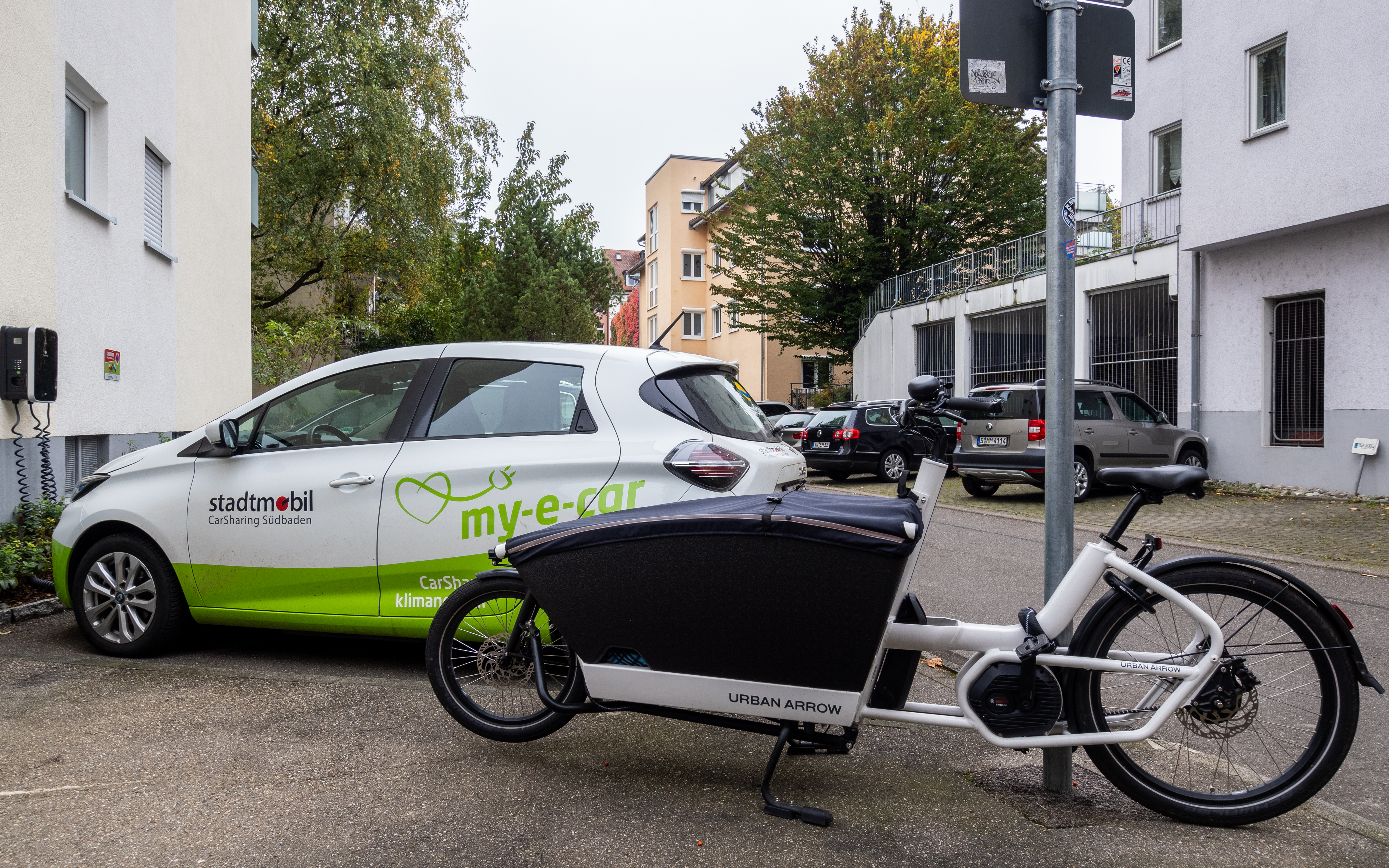
Carsharing in Konstanz von Stadtmobil mit einem Renault Zoe und Urban Arrow Lastenfahrrad als Teil von Mobilitätsketten.

Teilweise wird eine Verkehrswende auch als Paradigmenwechsel des „Eigentumsverständnisses“ dargestellt. Eine kollektive Nutzung von Verkehrsmitteln ermöglicht es, auf „an den konkreten Bedarf angepasste“ Verkehrsmittel zurückzugreifen (siehe auch: Carsharing, Privates Carsharing, Fahrradverleihsystem) und verschiedene Verkehrsmittel auf einer zurückzulegenden Route miteinander zu kombinieren. Elektromobile könnten ihre Vorteile in der Vernetzung mit anderen Verkehrsmitteln besser ausspielen. An die jeweilige Nutzung angepasste Elektromobile können je nach Einsatz klein oder groß sein und müssen nicht für lange Strecken ausgelegt sein. Eine passende Ladeinfrastruktur ist erforderlich. Unter Umständen wird es in einem solchen Umfeld nicht mehr erforderlich werden, private Verkehrsmittel für den Eigenbedarf zu besitzen.
Die Verkehrswende kann in Deutschland dem Bundesverkehrswegeplan 2030 gegenübergestellt werden. Die Verkehrswende setzt auf Verkehrsvermeidung und Verlagerung auf die Schiene, der Verkehrswegeplan hingegen auf Neu- und Ausbau der Fernstraßen in Deutschland. Verkehrswissenschaftler und ADFC-Gründungsmitglied Heiner Monheim ordnet die Wende als eine „Abkehr von der Autoförderung durch milliardenschweren Straßennetzausbau“ ein. Als notwendige Bedingung hierfür sieht er eine entscheidende Änderung der Prioritäten der Verkehrspolitik an.
Das Umweltbundesamt gab bekannt, 2018 seien im Bereich der als umweltschädlich wirkenden Subventionen (in Deutschland) insgesamt 65,4 Milliarden Euro ausgezahlt worden, fast die Hälfte davon in den Bereichen Verkehr und Transport. Im Verkehr sind die Subventionen von 2012 bis 2018 sogar angestiegen.

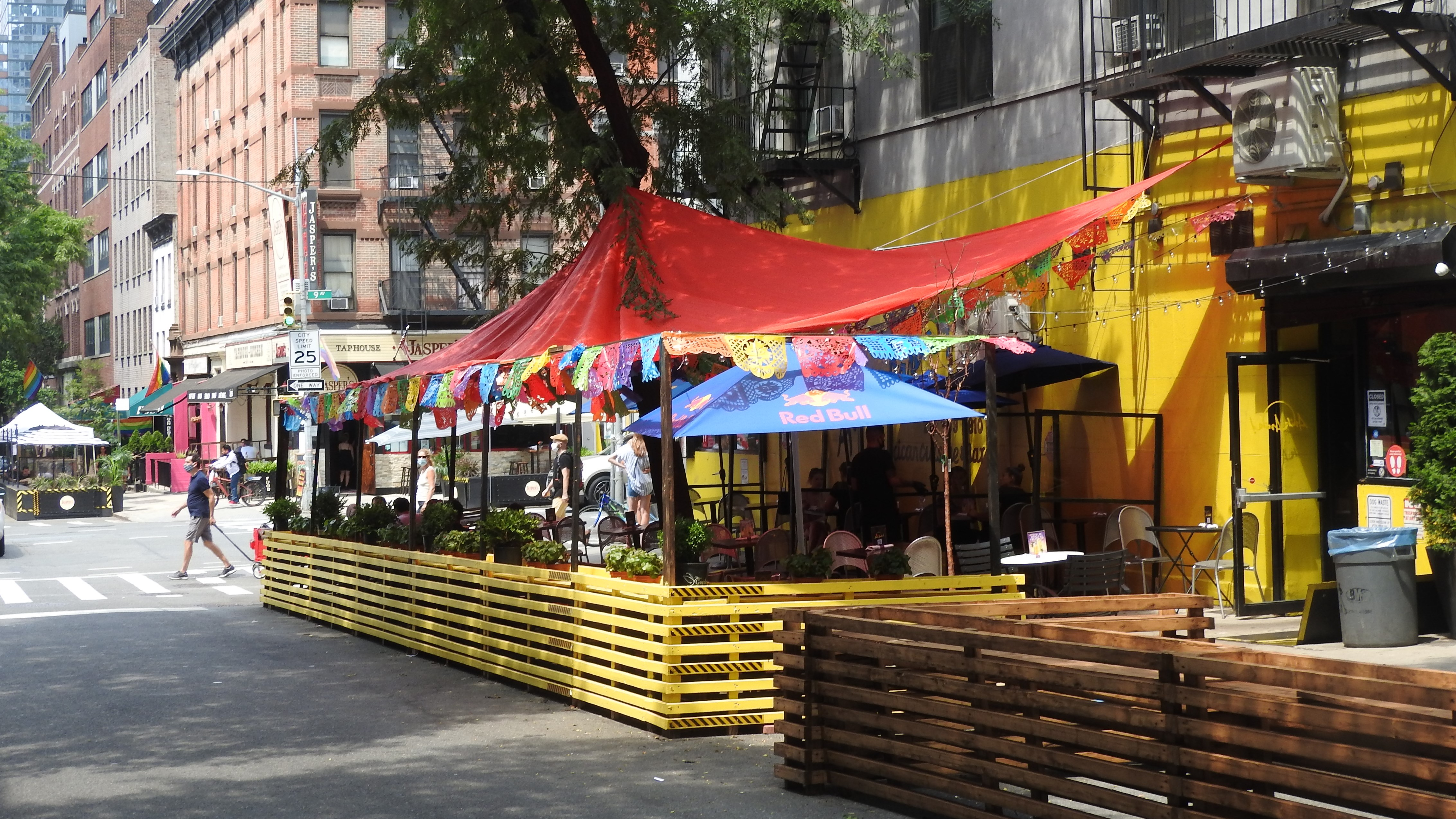
Während der Pandemie wurde über die Effizienz der Flächennutzung in der Stadt neu nachgedacht. (Temporäre) Außenflächen für Restaurants wie Schanigärten sind teils wirtschaftlicher als Parkplätze und werten das Stadtbild auf.

Im Rahmen der COVID-19-Pandemie wurde deutlich, dass Arbeit und Verkehr auch in vergleichsweise kurzer Zeit anders organisiert werden können. Durch einen verstärkten Fokus auf das Arbeiten von Zuhause (Homeoffice) ließen sich Millionen von Tonnen Treibhausgas einsparen.

## Maßnahmen im Personenverkehr

### Überblick

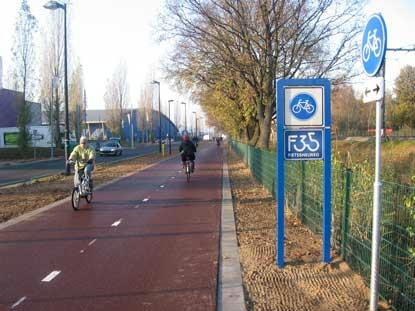
Radschnellweg F35 in den Niederlanden (Enschede)

Zur Erreichung einer Verkehrswende werden von unterschiedlicher Seite verschiedene Maßnahmen vorgeschlagen.
Die Denkfabrik Agora Verkehrswende beschreibt in einem Thesenpapier, wie eine klimaneutrale Umstellung des Verkehrs bis 2050 möglich ist, ohne auf Mobilität zu verzichten. Neben technischen Innovationen gibt es neue Verkehrskonzepte, regulatorische Maßnahmen und einen kulturellen Wandel. Mehrgliedrige Transportketten (Intermodaler Verkehr) werden betrachtet. Unter anderem gab es im November 2019 hierzu auch Untersuchungen des VCD und der Heinrich-Böll-Stiftung.

### Mobilitätswende

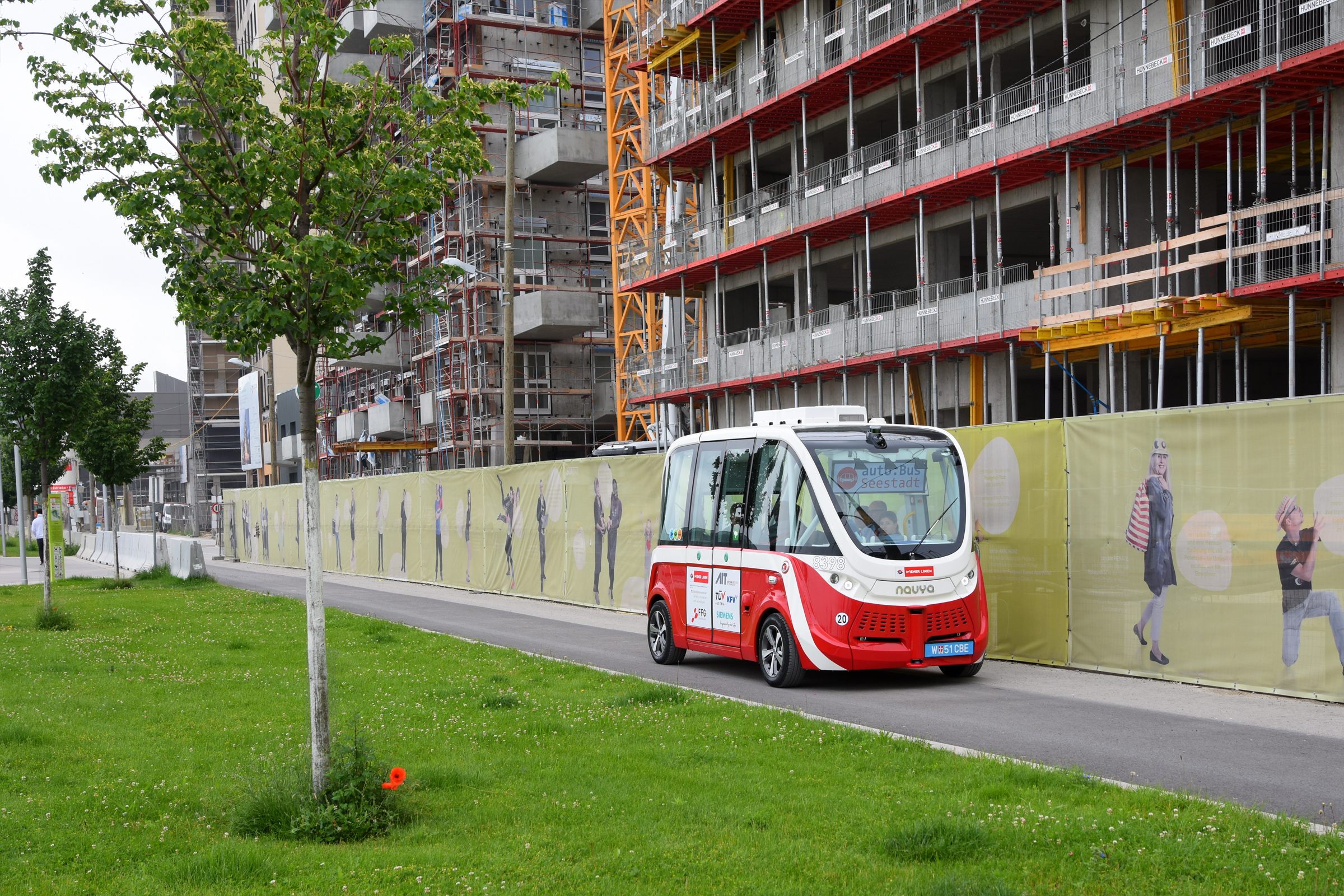
Der Autonome Bus Wien ist ein Versuchsbetrieb für autonomes Fahren.

Große Veränderungen können mithilfe der Verkehrsvermeidung und Verkehrsverlagerung auf den Umweltverbund aus Fußverkehr, Fahrrad, Schiene und ÖPNV gelingen. Im Durchschnitt legt eine Person täglich 3,4 Wege mit einer mittleren Länge von zwölf Kilometern zurück. Der private Pkw ist im Schnitt etwa 23 Stunden pro Tag geparkt. Für eine Mehrzahl dieser Strecken sind Elektroautos mit kurzer Reichweite, Fahrräder, Elektrofahrräder, Pedelecs, Lastenräder, aber auch E-Scooter meist gut geeignet. Die gemeinsame Nutzung von Automobilen im Carsharing könnte die Auslastung der Fahrzeuge steigern und dazu führen, dass insgesamt weniger Pkw benötigt werden. Dies könnte ebenfalls den Flächenverbrauch durch Parkplätze reduzieren und Platz für andere Nutzungen freimachen. Fahrzeuge sind in Deutschland im Durchschnitt mit 1,5 Personen besetzt. Ein Mittel zur effizienten Nutzung von Pkw ist die Bildung von Fahrgemeinschaften und die Nutzung von Mitfahrzentralen. Ein bedarfsgerechter Rückgriff auf Niedrigenergiefahrzeuge kann ebenfalls zur Senkung des Kraftstoffverbrauchs dienen. Die letztgenannten Maßnahmen würden zu einer Erhöhung der Energie- bzw. Fahrzeugeffizienz führen. Ein weiterer Bestandteil im zukünftigen Mobilitätsmix können Leichtelektromobile sein.
Zahlreiche regulatorische Maßnahmen zur Steuerung sind möglich, zum Beispiel eine Innenstadtmaut, eine Besteuerung des Luftverkehrs, eine Reform der Dienstwagenbesteuerung, die Parkraumbewirtschaftung oder eine Ausdehnung des Emissionsrechtehandels auf den Straßenverkehr. Die Einführung eines Tempolimits hätte ebenfalls Auswirkungen auf die CO2-Emissionen (siehe Artikel Zulässige Höchstgeschwindigkeit). PKW verbrauchen bei hohen Geschwindigkeiten überproportional viel Kraftstoff. Dazu können emissionsmindernde Sekundäreffekte eines Tempolimits treten, über die aber noch erhebliche Unsicherheiten bestehen: Geringere Höchstgeschwindigkeiten und längere Fahrzeiten können zur Verkehrsverlagerung auf die Schiene und zur Förderung von Fahrzeugen mit niedrigerer Motorleistung beitragen.
Hierbei sind auch die sozialen Kosten zu berücksichtigen.
Um die notwendigen Veränderungsprozesse voranzutreiben, fordert der Verkehrsclub Deutschland e. V. (VCD) ein Bundesmobilitätsgesetz. Dieses soll Ziele für eine klima- und umweltschonende, sichere und sozial gerechte Mobilität vorgeben und ein abgestimmtes Vorgehen zwischen Bund, Ländern und Kommunen ermöglichen.
Als erstes Bundesland in Deutschland hat Berlin 2018 ein Mobilitätsgesetz auf den Weg gebracht. Dieses gibt die rechtlichen Rahmenbedingungen für eine Umgestaltung des Verkehrssystems in Berlin Stadt und Umland vor. Auf der Grundlage des besagten Gesetzes werden u. a. Räume geschaffen, in denen der motorisierte Individualverkehr nur noch eine sehr geringe bis keine Rolle spielt. Klimafreundliche Mobilität soll gefördert werden, indem die Leistungsfähigkeit und Attraktivität des ÖPNVs, des Rad- und des Fußverkehrs gesteigert wird. Letztere sollen so gestaltet werden, dass sie sich optimal ergänzen. Förderung erhalten außerdem Job-Tickets für den ÖPNV und Fahrrad-Initiativen.

### Maßnahmen in der Stadtentwicklung
Die Reflexion von Mobilitätsarten und Verkehrsaufkommen sollten auch in die Gestaltung des öffentlichen Raums und der integrativen Stadtplanung einfließen. So können sogenannte Superblocks zur Verkehrsberuhigung bei gleichzeitiger Mobilitätssteigerung in Wohngebieten dienen, ohne dass private Kraftfahrzeuge vollständig verboten werden müssen. Die Verkehrs- bzw. Mobilitätswende schließt dabei wissenschaftshistorisch an Fragen der „Raumwende“ (spatial turn) an.
Zur Stadtplanung gehören auch Konzepte zur Fußgängerfreundlichkeit, siehe auch Stadt der kurzen Wege, New Pedestrianism und Autofreies Wohnen. In der Forschungspolitik bestehen Forderungen, die Folgen des motorisierten Individualverkehrs in Form einer praxis- und lösungsorientierten Forschung stärker zu berücksichtigen.
Das Stadtplanungsamt von Münster ließ bereits 1990 auf dem Prinzipalmarkt das wohl bekannteste Münster-Foto entstehen. Es visualisiert den Flächenverbrauch von Auto, Bus und Fahrrad.
Insbesondere das letztgenannte Verkehrsmittel macht den Ruf einer Fahrradstadt aus. Dieser ist in Utrecht oder in Kopenhagen, in Deutschland in Münster, Karlsruhe oder Freiburg sehr ausgeprägt.

### Weiterentwicklung des öffentlichen Nahverkehrs
Laut einer Studie des Verkehrsclub Deutschland ist der öffentliche Nahverkehr in Deutschland nicht kundenfreundlich. Bemängelt werden kryptische Liniennetze, undurchsichtige Tarifsysteme, unbedienbare Ticketautomaten, zugige Haltestellen und fehlende Durchsagen zu Umsteige- und Anschlussmöglichkeiten. Der Club fordert auch eine bessere Verknüpfung des Öffentlichen Nahverkehrs mit anderen Verkehrsmitteln. Hierzu gehören Fahrradständer an Haltestellen, Informationen zur Radmitnahme in Bus und Bahn oder Umstiegsmöglichkeiten zu Carsharing-Anbietern. Weiterhin wurde die Synchronisierung von Fahrplänen moniert, die beim Umsteigen zu unnötig langen Wartezeiten auf Anschlussbusse oder -bahnen führe. Mehrere Unternehmen des öffentlichen Nahverkehrs bemühten sich bezeichnenderweise in den letzten Jahren die Bedienbarkeit der Ticketautomaten zu verbessern. Der zeitweilige Bundesverkehrsminister Alexander Dobrindt forderte vor diesem Hintergrund 2017 elektronische Tickets und ein einheitliches Tarifsystem für alle Verkehrsverbünde.
In den letzten Jahren wird zunehmend diskutiert, den öffentlichen Nahverkehr gratis anzubieten. Das bekannteste Beispiel für einen kostenlosen ÖPNV ist die estnische Hauptstadt Tallinn. Dort sind Busse und Bahnen für Einwohner seit 2013 kostenlos. Mittlerweile bieten dies die meisten Landkreise Estlands an. Ab 2024 ist der Nahverkehr in den Landkreisen jedoch nur noch für Menschen bis zu 19 und ab 63 Jahren kostenlos. Auch in ganz Luxemburg ist der öffentliche Nahverkehr kostenlos. In Deutschland testet die Stadt Monheim am Rhein seit April 2020 den kostenlosen Nahverkehr für Einwohner. In Schwetzingen können die zwei Stadtbuslinien sowie die im Stadtgebiet liegende Teilstrecke der Linie 711 seit Januar 2023 von allen Personen (d. h., auch von Nicht-Einwohnern) kostenlos benutzt werden.
Einige Städte haben vorrangig im Innenstadtbereich Mini-Elektrobusse eingeführt. Die Altstadt Aix-en-Provence ist sehr eng und für Autos, Taxis und den normalen Busverkehr gesperrt. Um mobilitätseingeschränkte Bürger dennoch zum Ziel zu bringen, frequentieren dort rollstuhlgerechte elektrische Minibusse ohne festen Fahrplan. Auch in der mittelalterlichen Altstadt Regensburgs fahren nur noch Mini-E-Busse. Weiterhin sind im Regensburger Gewerbegebiet zwei selbstfahrende E-Shuttle im Einsatz. Auch Berlin und Göppingen wollen ihren öffentlichen Nahverkehr mit elektrischen hochautomatisierten Minibussen ergänzen.
In einigen Städten wurden Seilbahnen als Bestandteil des öffentlichen Nahverkehrs gebaut. Solche Seilbahnen gibt es z. B. in Medellín (siehe Metro de Medellín), La Paz (siehe Mi Teleférico), New York (siehe Roosevelt Island Tramway), Portland (siehe Portland Aerial Tram), Algier (siehe Seilbahnen von Algier), Lissabon (siehe Standseilbahnen in Lissabon), Brest (siehe Seilbahn Brest), Bozen, London (siehe London Cable Car) und Ankara. Seilbahnen werden elektrisch betrieben; und sie haben im Vergleich zu anderen Verkehrsträgern einen sehr geringen CO2-Ausstoß. Bei einer Auslastung von 50 % verursacht eine Seilbahn 27 g CO2 pro Person und Kilometer, ein Zug mit E-Lok 30 g, ein Bus mit Dieselmotor 38,5 g und ein Pkw mit Verbrennungsmotor sogar 248 g. Weiterhin verursachen Seilbahnen praktisch keine Lärmbelastung auf der Fahrstrecke, da die einzelnen Gondeln keinen eigenen Antrieb haben, sondern durch einen zentralen in der Station untergebrachten Motor bewegt werden. In Deutschland sind anlässlich der Bundesgartenschau Seilbahnen in Berlin (siehe Seilbahn Gärten der Welt – Berlin), Koblenz (siehe Seilbahn Koblenz) und Köln (Kölner Seilbahn) entstanden. Im Vergleich zu U- oder S-Bahnen sind Seilbahnen verhältnismäßig günstig und baulich schnell realisierbar. Projekte zum Bau weiterer Seilbahnen zur Ergänzung des öffentlichen Nahverkehrs gibt es in Berlin, Bonn, Düsseldorf, Köln, München, Stuttgart und Wuppertal.

### Einschränkungen des Flugverkehrs
Im Flugverkehr wird eine Verlagerung auf andere Verkehrsträger bzw. der Umstieg vom Kurzstreckenflugverkehr auf Hochgeschwindigkeitszüge vorgeschlagen. Einige Länder haben Kurzstreckenflüge verboten oder stark besteuert:
- In Frankreich sind Flugstrecken verboten, die in unter 21/2 h mit dem Zug zurückgelegt werden können.[72]
- In Österreich sind Flugstrecken verboten, die in unter 3 h mit der Bahn zurückgelegt werden können. Weiterhin unterliegen Flugstrecken von unter 350 km Länge einer erhöhten  Flugabgabe von 30 €.[73]
- In den Niederlanden wurde ein nationales Limit für den Flugverkehr verabschiedet. Demnach muss der Flughafen Schiphol bis 2024 die Zahl der Flüge von maximal 500.000 auf 440.000 jährlich verringern. Weiterhin sollen Nachtflüge, besonders laute Flugzeugtypen und Privatjetflüge eingeschränkt werden.[74]

### Antriebs- und Energiewende im Verkehr
Zur Erreichung der Energiewende im Verkehr wird als notwendig erachtet, auf die Verbrennung von erdölbasiertem Treibstoff zu verzichten und klimafreundlichere Antriebstechniken bzw. Kraftstoffe einzusetzen. Nach der Richtlinie (EU) 2019/1161 (Clean Vehicles Directive CVD) haben die Mitgliedstaaten sicherzustellen, dass öffentliche Auftraggeber dazu verpflichtet sind, beim Kauf bestimmter Straßenfahrzeuge die Energie- und Umweltauswirkungen, einschließlich des Energieverbrauchs, der CO2-Emissionen und bestimmter Schadstoffemissionen zu berücksichtigen, um den Beitrag des Verkehrssektors zur Umwelt-, Klima- und Energiepolitik der Europäischen Union zu verbessern. Nach der Richtlinie gelten Fahrzeuge als emissionsfrei, wenn sie weniger als 1 g CO2/km ausstoßen. Dazu zählen vor allem elektronisch betriebene Fahrzeuge. Die Richtlinie wurde in Deutschland mit dem Saubere-Fahrzeuge-Beschaffungs-Gesetz umgesetzt. Bei der Beschaffung sauberer Nutzfahrzeuge gelten seit dem 15. Juni 2021 die in der Getzesanlage 1 jeweils genannten Emissionsgrenzwerte (§ 6 SaubFahrzeugBeschG). Nach dem Entwurf eines Ersten Gesetzes zur Änderung des Saubere-Fahrzeuge-Beschaffungs-Gesetzes können synthetische paraffinische Kraftstoffe aus fossilen Quellen bei der öffentlichen Beschaffung von Lkw und Bussen künftig nicht mehr als sauber und klimafreundlich angerechnet werden.
Gemäß Weltklimarat IPCC besitzen Elektroautos, die mit Strom aus emissionsarmen Quellen angetrieben werden, über ihren gesamten Lebenszyklus das größte Klimaschutzpotential aller landgebundenen Transporttechniken. Kurz und mittelfristig können auch nachhaltig produzierte Biotreibstoffe dazu beitragen, Treibhausgasemissionen zu reduzieren. Im Schiffs-, Flug- und Schwerlastverkehr können nachhaltig produzierte Biokraftstoffe, mit niedrigen Emissionen hergestellter Wasserstoff und daraus produzierte Kraftstoffe (E-Fuels) einen Klimaschutzbeitrag leisten, sofern die Herstellung optimiert und die Herstellungskosten dieser Treibstoffe gesenkt werden.
Da der Gesamtwirkungsgrad von E-Fuels weitaus geringer ist als die direkte Elektrifizierung über Elektroautos empfiehlt der Sachverständigenrat für Umweltfragen, den Einsatz von strombasierten synthetischen Brennstoffen vor allem auf den Flug- und Schiffsverkehr zu beschränken, um den Stromverbrauch nicht zu sehr ansteigen zu lassen. So benötigen beispielsweise wasserstoffbetriebene Brennstoffzellenfahrzeuge mehr als doppelt so viel Energie pro Kilometer wie batterieelektrisch angetriebene Fahrzeuge, mit Power-to-Liquid-Treibstoffen betriebene Fahrzeuge mit Verbrennungsmotor sogar zwischen vier- und sechsmal so viel. Batteriefahrzeuge weisen eine deutlich bessere Energieeffizienz auf als Fahrzeuge, die mit E-Fuels betrieben werden. Im Allgemeinen liegt der Verbrauch von Elektroautos bei etwa 12 bis 15 kWh elektrischer Energie pro 100 km, während konventionell angetriebene Autos bei einem Energieverbrauch von umgerechnet etwa 50 kWh je 100 Kilometer liegen. Gleichzeitig entfällt auch der Energiebedarf für die Herstellung, Transport und Verteilung von Brennstoffen wie Benzin oder Diesel. Insbesondere in China wird auch aus gesundheitlichen Gründen (zur Vermeidung von Smog) die Umstellung vom Verbrennungsmotor auf Elektromobilität vorangetrieben, um der massiven Luftverschmutzung in den Städten entgegenzuwirken.
Die Antriebswende kann damit auch ein zentraler Baustein der Energiewende werden. Während der Umstieg auf Erneuerbare Energien bereits weltweit im Gange ist, gestaltet sich die Energiewende im Verkehr, vor allem mit dem Umstieg von Erdöl auf nachhaltige Energieträger, schwieriger. Disruptive Technologien (wie die Entwicklung leistungsstärkerer und günstigerer Akkus oder Innovationen im Bereich des autonomen Fahrens) und neue Geschäftsmodelle (insbesondere im Bereich der Digitalisierung) können jedoch auch zu nicht vorhersehbaren, schnellen und weitreichenden Veränderung der Mobilität führen.
Ferner gibt es neue Möglichkeiten sich im Verkehr fortzubewegen:

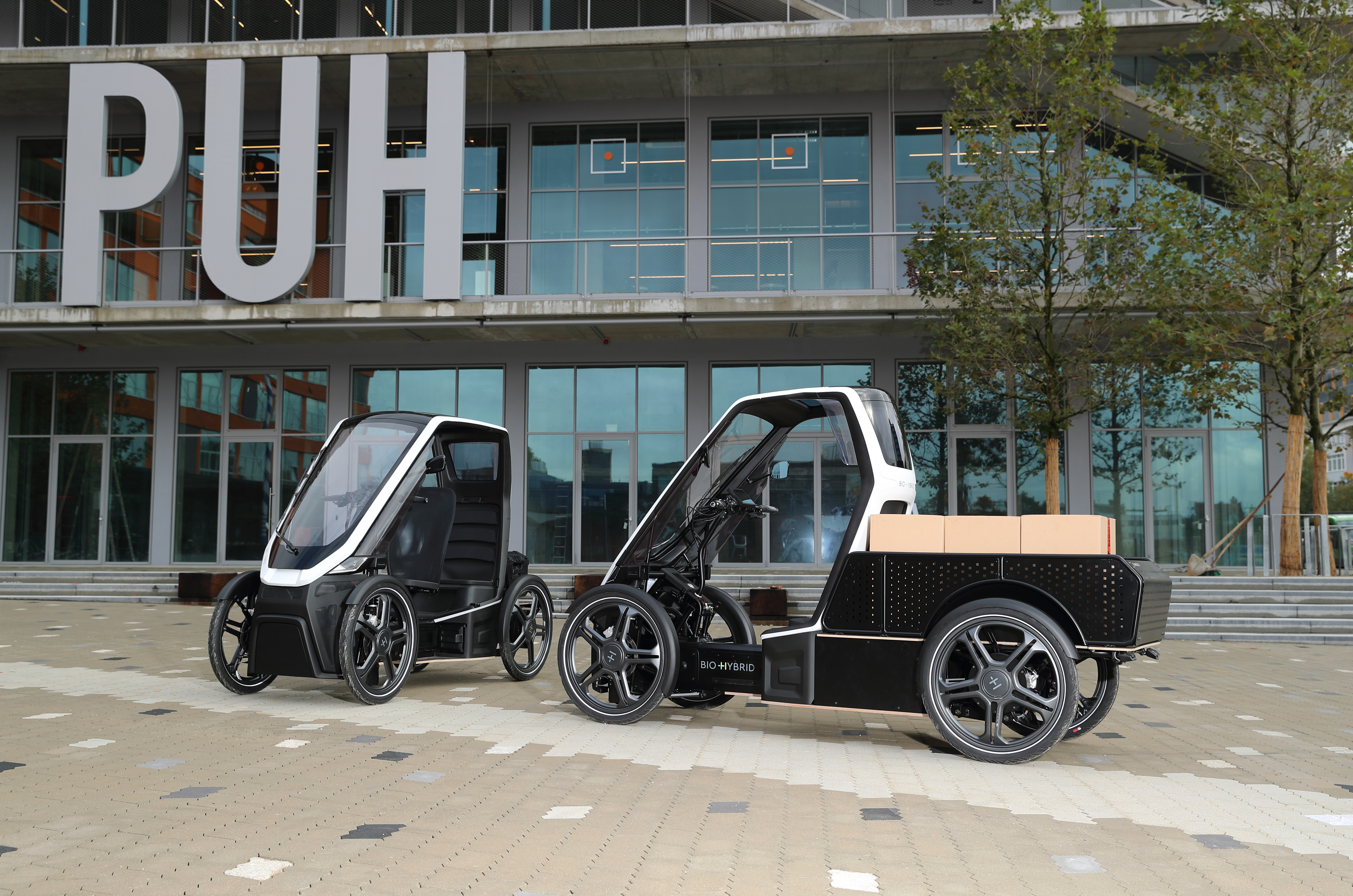
Das Fahrzeug hat vier Räder und wird durch Muskelkraft und Elektromotor angetrieben.
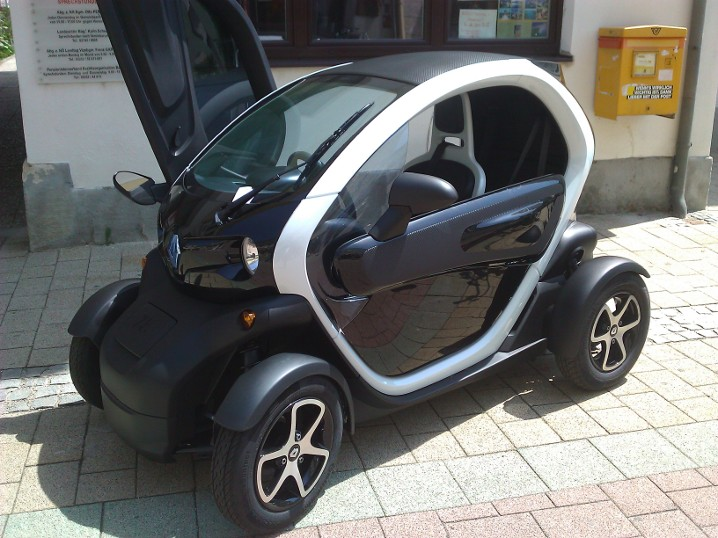
Leichtelektromobile sind klein, leicht und fahren elektrisch.
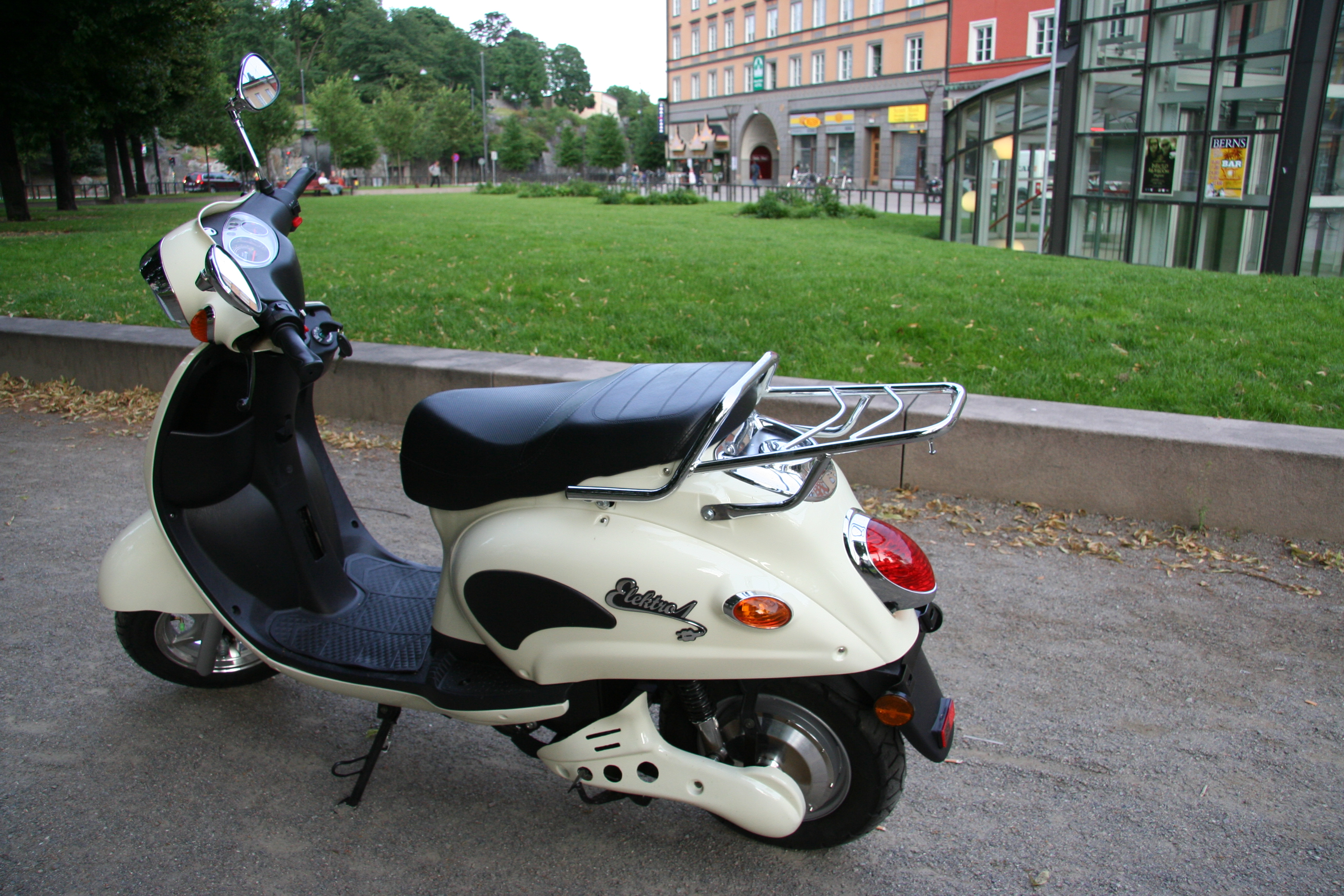
Schwedischer Nostalgie-E-Roller
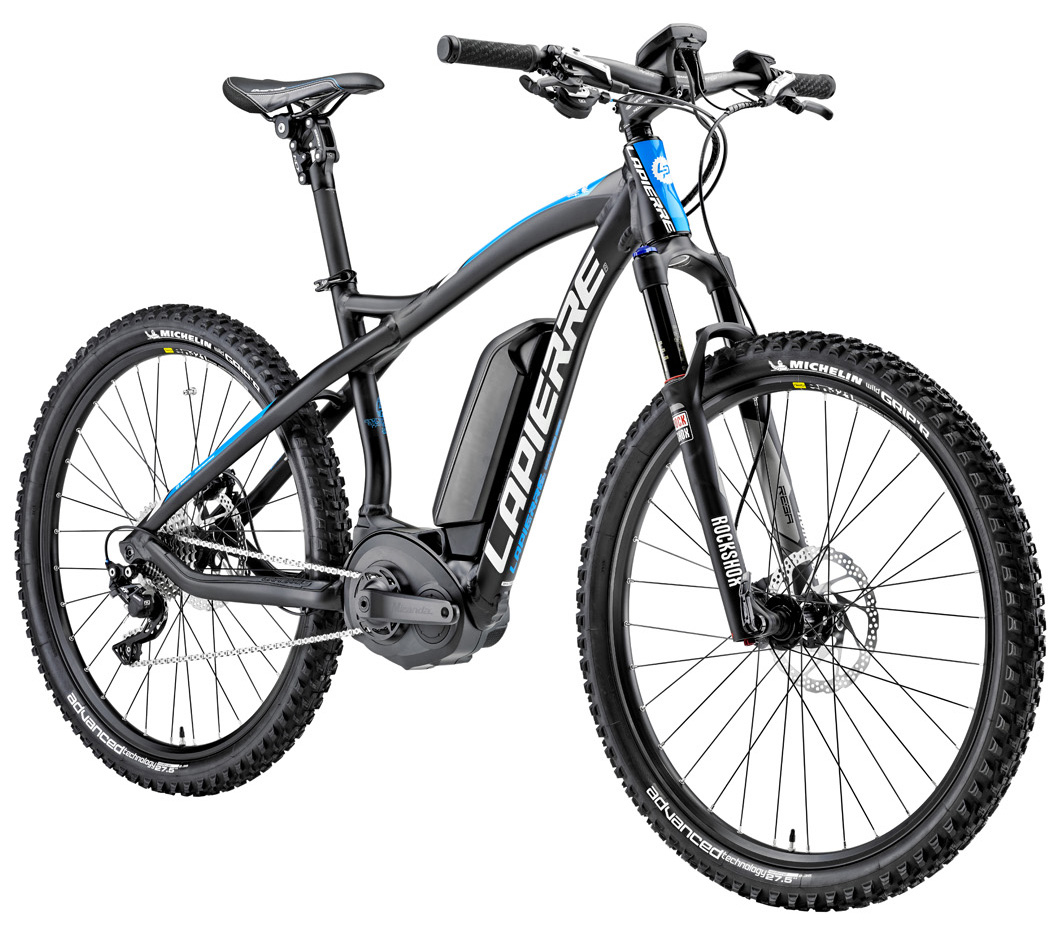
Ein Pedelec mit Mittelmotor
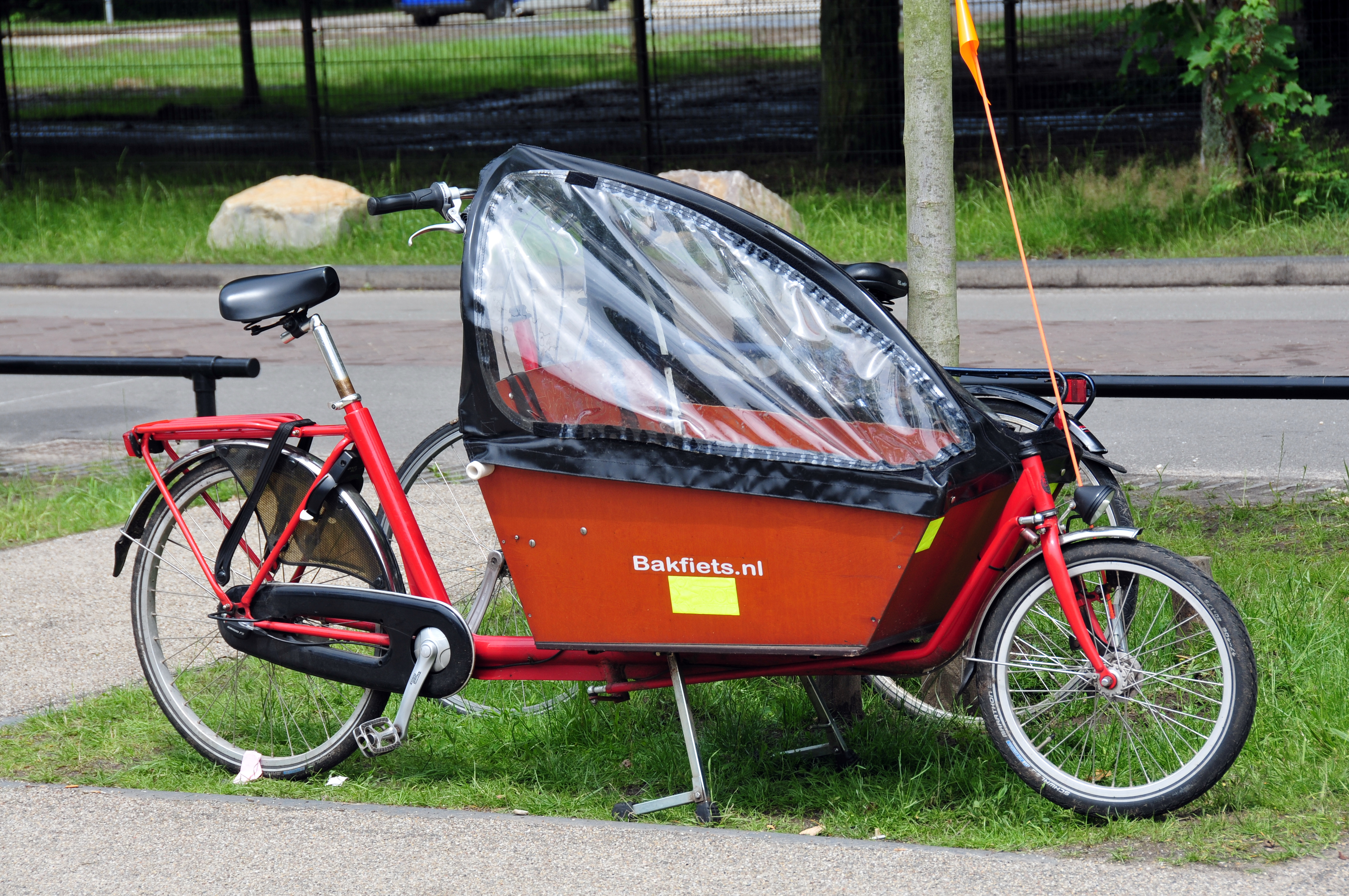
Lastenfahrrad zum Kindertransport

### Beispiele

#### Wien

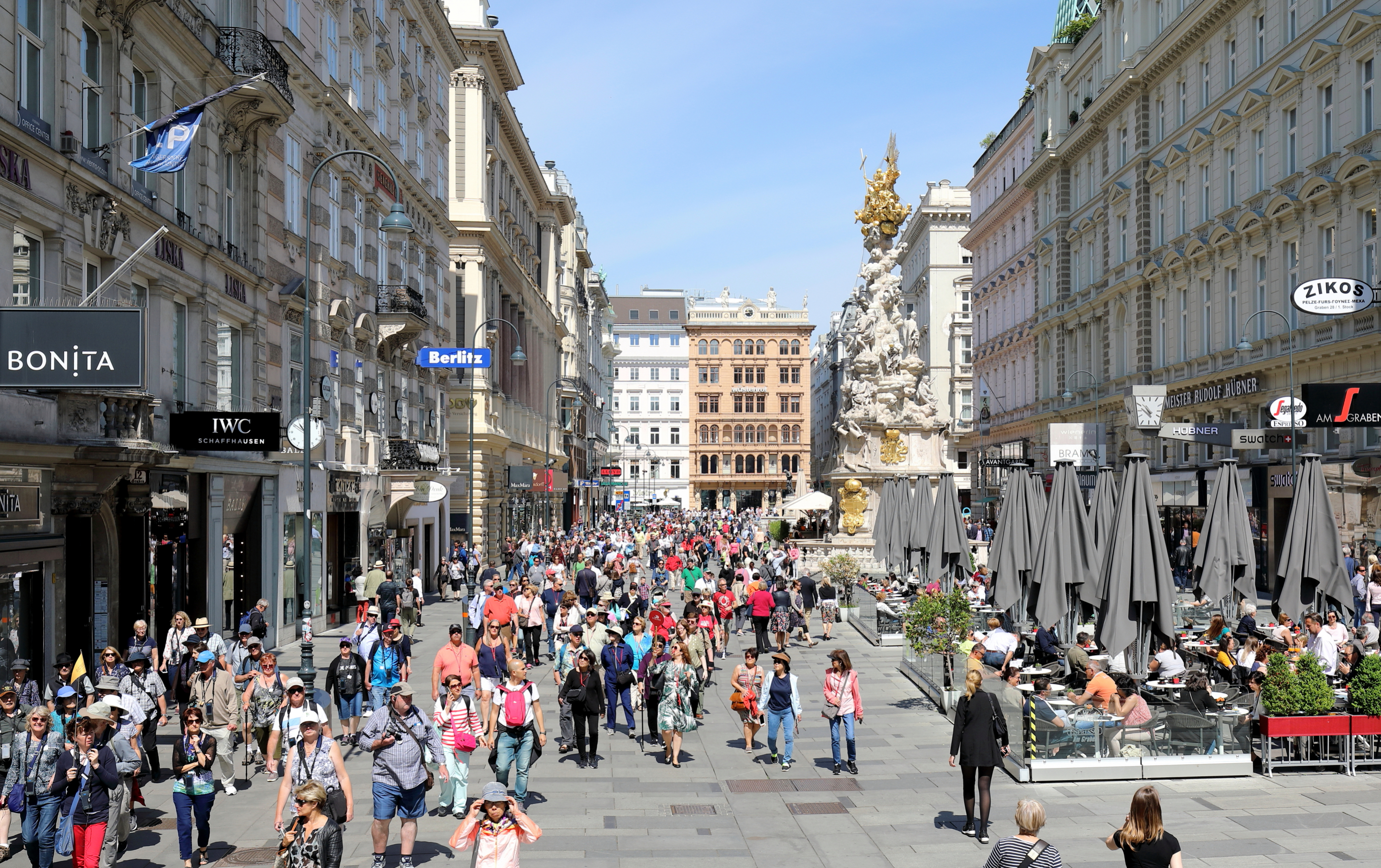
Fußgängerzonen, hier der bereits 1971 eingeführte Graben in Wien, sorgen für eine attraktive Stadt.

Wien entwickelt sich konsequent zu einer Stadt, welche den öffentlichen Raum umstrukturiert und den öffentlichen Personennahverkehr fördert. Der Wiener Planer Hermann Knoflacher sagt: „Das Geld kommt zu Fuß oder mit dem Rad“. Die wirtschaftliche Nutzung von Fläche als Parkplätze sei ineffizient. Eine autofreie Straße steigere den Umsatz der Gastronomie, der Bekleidungsgeschäfte und Händler. Neue Arbeitsplätze entstünden so.
Die Attraktivität des ÖPNV kann gezielt durch die Absenkung des Preises für eine Jahreskarte gesteuert werden: In Wien fährt man im Abo für 1 Euro pro Tag mit den öffentlichen Verkehrsmitteln. Zwischen 2012 und 2018 stieg die Zahl der Jahreskartenbesitzer von 373.000 auf 780.000. Zeitgleich mit der Umstellung begann die Stadt, stärker in den Nahverkehr zu investieren.

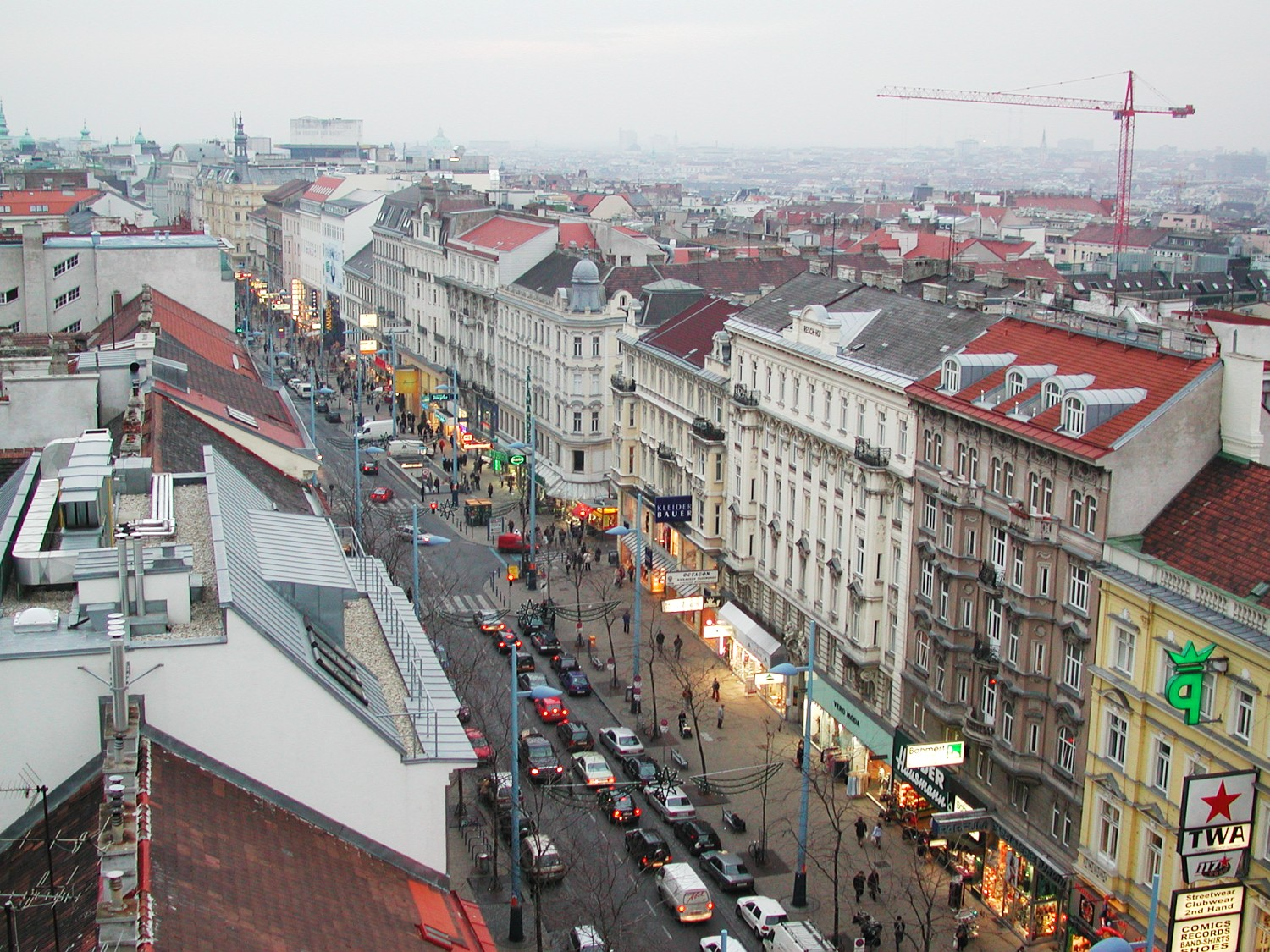
Die Mariahilfer Straße in Wien im Jahr 2006
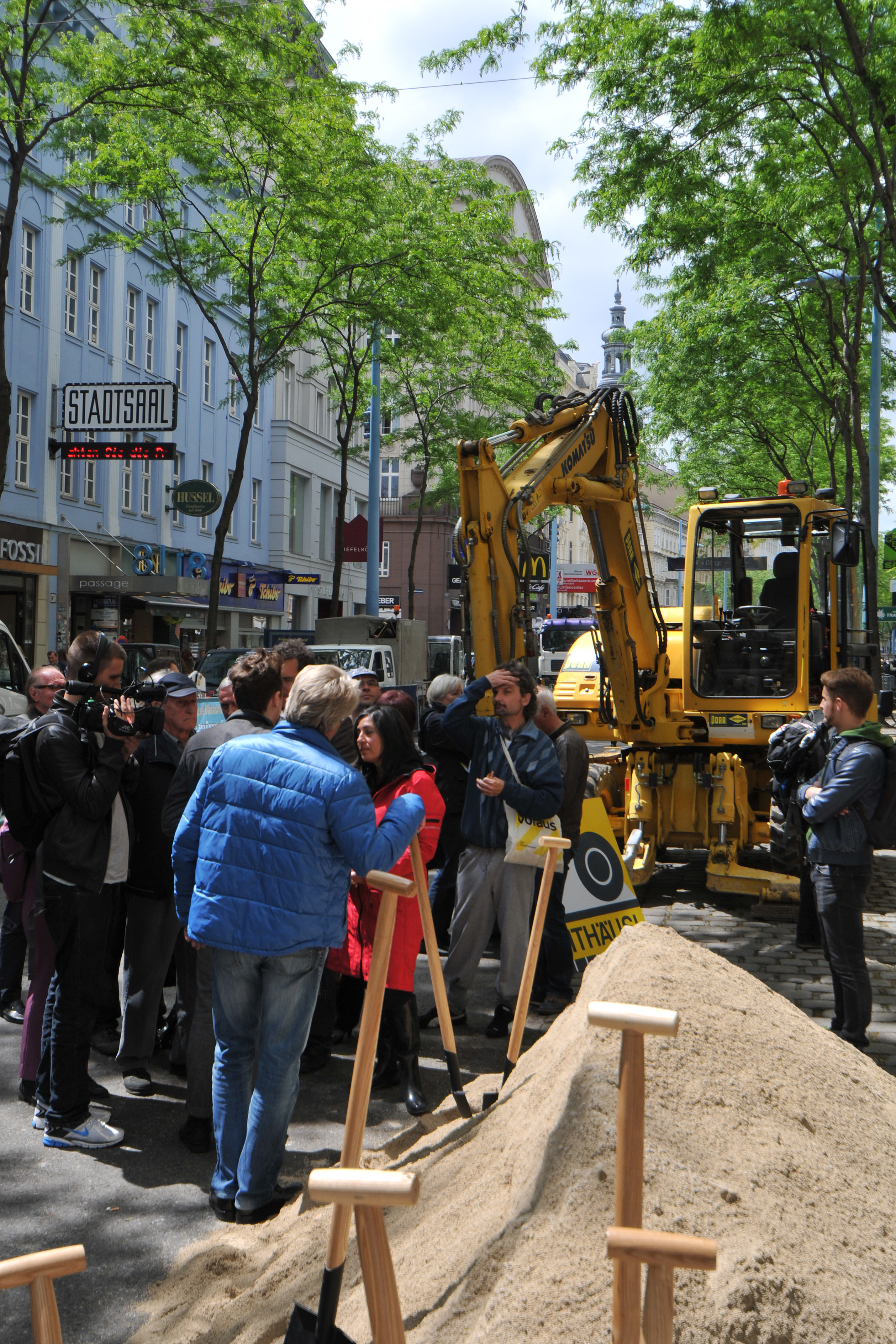
Ab 2010 wurde die Straße konsequent umgebaut.
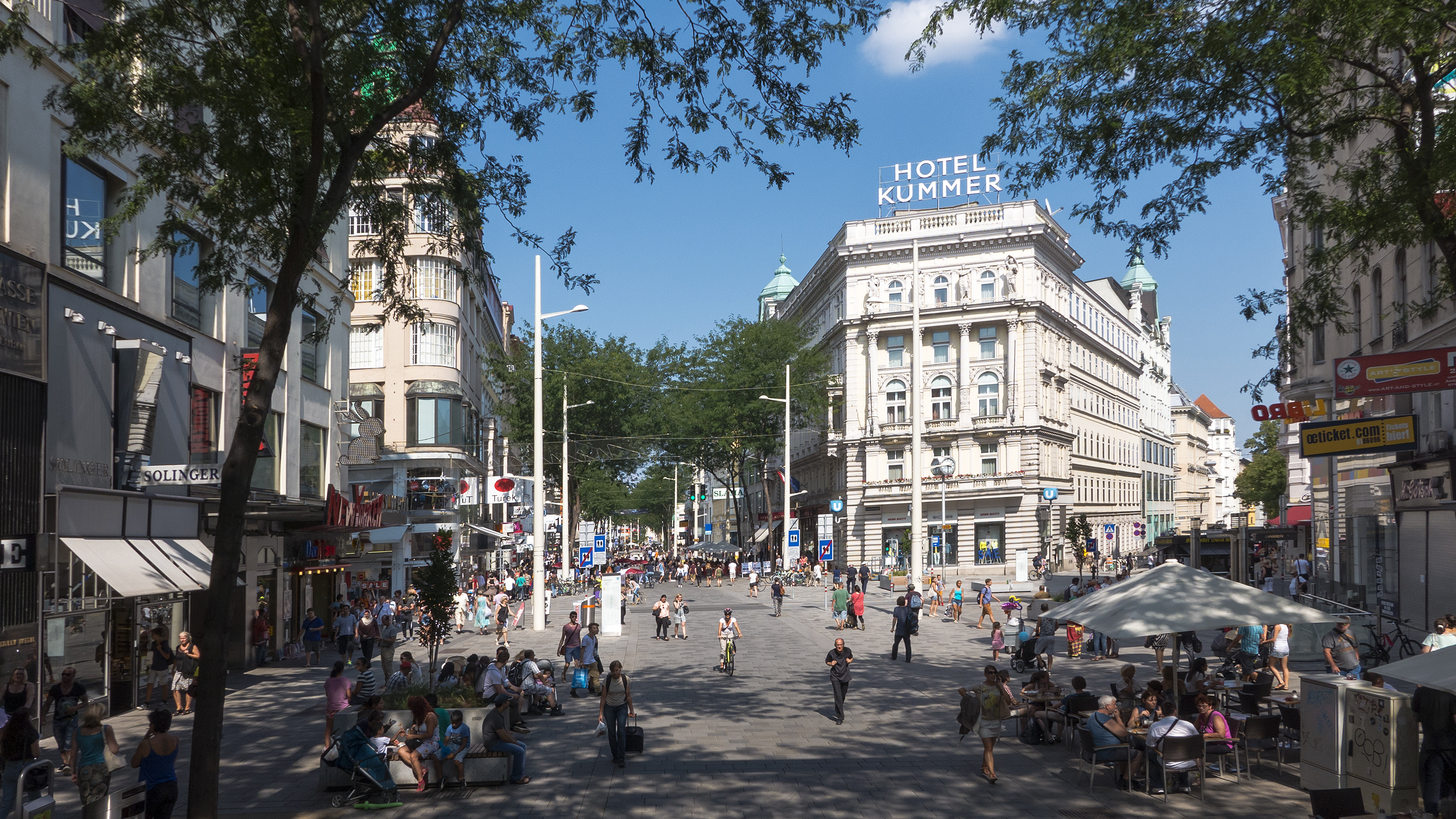
Die neugestaltete Straße mit großzügigen Fußgänger- und Begegnungszonen

#### Luxemburg
Seit dem 29. Februar 2020 ist der öffentliche Verkehr in Luxemburg für alle Menschen kostenfrei nutzbar. Das Großherzogtum wurde damit der erste Staat weltweit, der einen kostenlosen Nahverkehr einführte. Ausgenommen davon bleibt die 1. Klasse in der Eisenbahn. Ein wesentlicher Grund für das Umsteuern ist der zunehmend problematische Stau auf Luxemburgs Straßen.

#### Malta
Der öffentliche Nahverkehr ist in Malta seit dem 1. Oktober 2022 für Einwohner Maltas kostenlos. Zuvor war er bereits für Personen von 14 bis 20 Jahren, Senioren ab 70 Jahren und Studenten kostenlos.

#### Weitere Beispiele

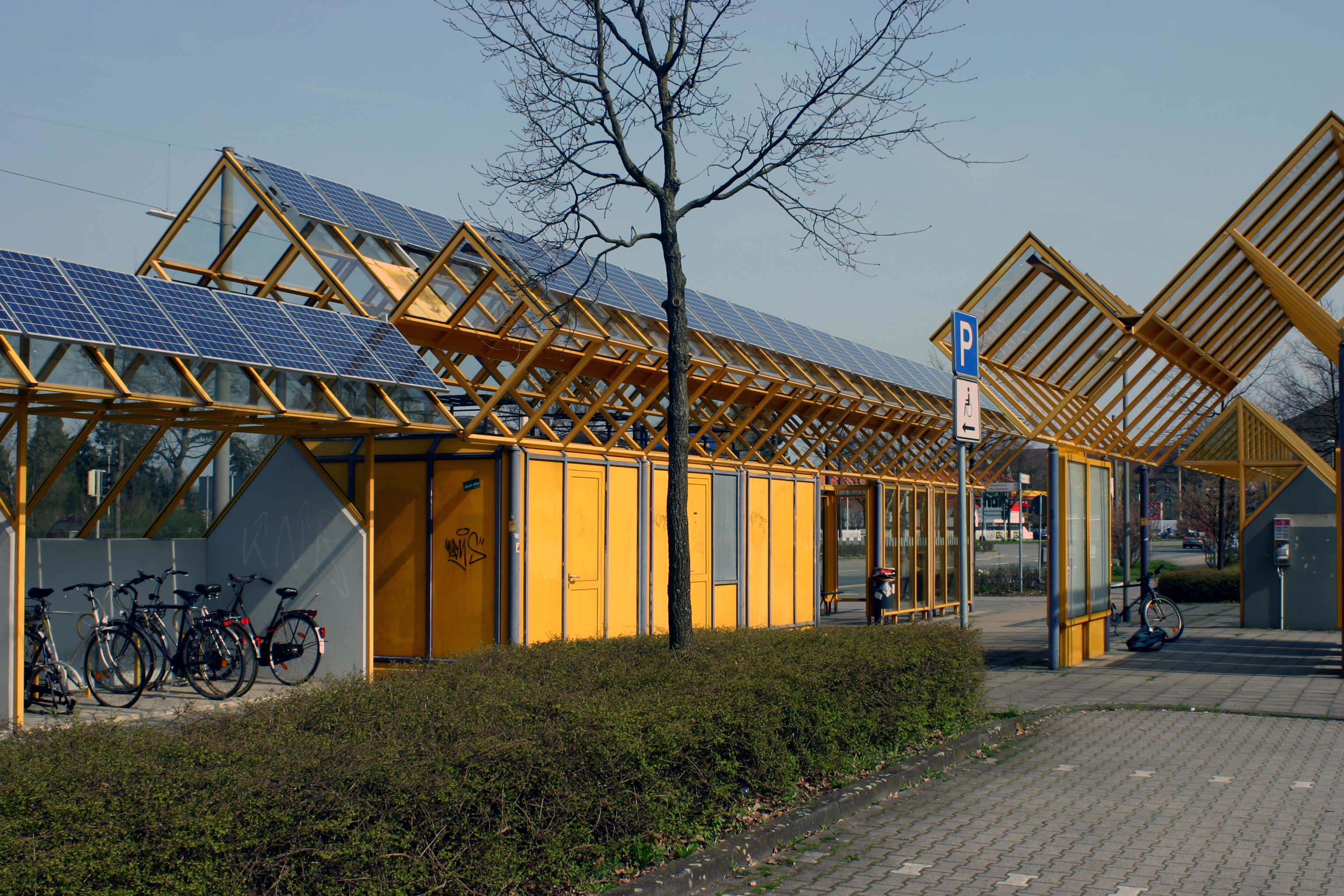
Radverkehr in Münster: Die Mobilstation verknüpft Bus und Fahrrad.

Im Folgenden werden einige mögliche Bausteine für eine Verkehrswende genannt:
- Nicht nur in Luxemburg und Malta, sondern auch in zahlreichen Städten bzw. Regionen auf der Welt gibt es einen partiell oder vollständig kostenfreien Nahverkehr.
- Alternativ zum Wiener Modell der Jahreskarte wird ein Bürgerticket in manchen Kommunen als eine neue Art der Finanzierung und Nutzung des Öffentlichen Personennahverkehrs diskutiert. Es soll über eine Abgabe für alle Bürger einer Kommune finanziert und als eine Art Flatrate für Bus und Bahn funktionieren.[88][34]
- In Deutschland wird ein Verkaufsverbot für Verbrennungsmotoren ab 2030 diskutiert. Norwegen hingegen möchte bereits, dass ab 2025 keine Autos mit Benzin- oder Dieselmotor und ab 2030 Schiffe und Fähren nur noch ohne fossile Energieträger zugelassen werden, und gilt damit als eine führende Nation der Elektromobilität. Auch die Niederlande planen ein Zulassungsverbot für konventionelle Antriebe bei Autos ab 2025.[89] In China werden alle Automobilkonzerne verpflichtet, eine Quote für Produktion und Absatz von reinen Elektro- oder Plug-in-Hybrid-Antrieb zu erfüllen.[90]

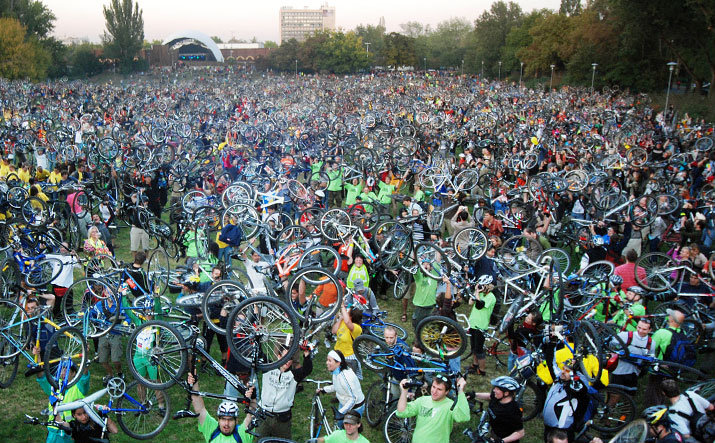
Critical Mass in Budapest (2007)

- Es gibt zahlreiche Projekte zur Elektromobilität, siehe Modellregionen Elektromobilität in Deutschland und BeMobility. Der Deutsche Städte- und Gemeindebund sieht die Städte und Gemeinden als Treiber und Gestalter einer Verkehrswende und fördert ebenfalls einige Projekte.[91]
- In mehreren Städten gibt es Aktionen mit dem Namen Critical Mass. Radfahrer machen dabei bei gemeinsamen Fahrten durch Innenstädte auf den Radverkehr als Form des Individualverkehrs aufmerksam und fordern eine Verkehrswende und insbesondere mehr Rechte für Radfahrer, bessere Radverkehrsnetze und Infrastruktur und mehr Platz für den nicht-motorisierten Verkehr. Die erste „Critical Mass“ fand im September 1992 in San Francisco statt.
- Zur Verbesserung der Luftqualität werden in Europa verstärkt Umweltzonen eingerichtet. Ein progressiver Ansatz ist das französische Certificat qualité de l’air, das je nach Luftbelastung unterschiedliche Einschränkungen vorsieht. Die gültigen Verbote können im Internet oder per App eingesehen werden. Elektrofahrzeuge oder wasserstoffbetriebene Fahrzeuge erhalten die Kategorie 0 (grüne Vignette) und können immer fahren.[92] In Deutschland wurden zudem Dieselfahrverbote erlassen.
- Statt eines Firmenwagens bieten einzelne Unternehmen ihren Mitarbeitern ein Mobilitätsbudget an, das zur Nutzung unterschiedlicher Verkehrsmittel verwendet werden kann.
- Der Stadtstaat Singapur lässt seit dem 1. Februar 2018 keine zusätzlichen Privatautos mehr zu. Hierdurch soll der Umstieg auf andere Fortbewegungsmittel gefördert werden. Es gibt vom Staat nur noch dann die Erlaubnis für ein neues Auto, wenn zuvor ein anderer Wagen verschwindet.[93]
- London verfügt seit 2003 mit seiner Congestion Charge über eine Innenstadtmaut, welche Kraftfahrer im Zentrum von London entrichten müssen. Ab Oktober 2017 wird mit der Toxicity charge eine zusätzliche, neue Gebühr für ältere und umweltbelastendere Autos und Lieferwagen fällig.[94][95]
- In vielen Städten Deutschlands gibt es Bürgerinitiativen, die sich nach dem Vorbild der Initiative Volksentscheid Fahrrad in Berlin für eine Verkehrswende und „Radgesetze“ einsetzen.[96] In Berlin wurde im Juni 2018 das Berliner Mobilitätsgesetz zur Förderung des Radverkehrs auch aufgrund eines erfolgreichen Antrags auf ein Volksbegehren verabschiedet.[97]
- In Karlsruhe werden im Rahmen eines Pilotprojekts Ampeln erprobt, die im Gegensatz zu üblichen Fußgängerampeln für Fußgänger und Radfahrer, nicht für Fahrzeuge, dauergrünes Licht anzeigen und dies nur unterbrechen, wenn sich ein Fahrzeug nähert.[98]
- In Japan muss ein Autokäufer den Nachweis erbringen, einen Parkplatz für das Auto vorzuhalten. Der Staat versucht, mittels Regulierung die Menschen zum Erwerb kleiner Autos mit kleinen Motoren (siehe auch: Kei-Car) zu bewegen oder zum Umstieg auf den ÖPNV zu motivieren.[99]
- In Spanien wurde im Jahr 2021 eine generelle Geschwindigkeitsbegrenzung von innerorts 30 km/h eingeführt. Auf Straßen mit nur einem Fahrstreifen wurde die erlaubte Geschwindigkeit auf maximal 20 km/h begrenzt. Das Ziel ist, tödliche Unfälle zu verhindern. In Spanien starben im Jahr 2019 insgesamt 509 Menschen im städtischen Straßenverkehr. Durch die Geschwindigkeitsbeschränkungen sollen 80 Prozent der Unfälle verhindert werden.[100]
- Auch das Erzbistum Köln versucht unter dem beziehungsreichen Motto Weniger Wagen wagen eine Bewusstseinsänderung zu erreichen und rechnet vor: Durch die Mobilität (Fahrten zur Arbeit, Gremien, Gottesdiensten etc.) werden im Erzbistum Köln jährlich ca. 16.370 Tonnen CO2 (Stand 2012) emittiert. Das entspricht einem Anteil von ca. 13 Prozent an den gesamten Emissionen des Erzbistums.[101]
- Bis Juli 2019 begannen die meisten politischen Parteien in Deutschland, darunter die Linkspartei, die Sozialdemokraten, die Grünen und die Christdemokraten, sich darauf zu einigen, alle verbliebenen Regierungsinstitutionen von Bonn (ehemalige Hauptstadt Westdeutschlands) nach Berlin (offizielle Hauptstadt seit der Deutschen Wiedervereinigung 1990) zu verlegen, weil die Situation, dass Minister und Beamte etwa 230.000 Mal im Jahr zwischen den beiden Städten fliegen, als zu unpraktisch, teuer und umweltschädlich angesehen wurde. Die Strecke von 500 Kilometern zwischen Bonn und Berlin kann mit dem Zug nur in 5,5 Stunden zurückgelegt werden, sodass entweder die Zugverbindungen ausgebaut oder Bonn als sekundäre Hauptstadt abgeschafft werden musste.[102][103]
- Siehe auch: Kostenfreier Nahverkehr

## Maßnahmen im Güterverkehr

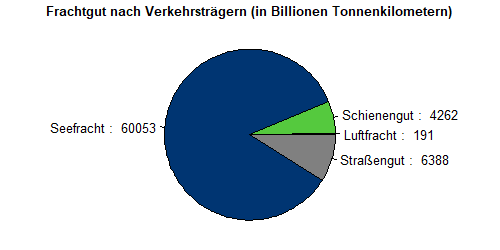
Frachtgut nach Verkehrsträgern weltweit 2010 in Billionen Tonnenkilometern

### Seefracht
Der weltweit bei weitem größte Teil des Frachtverkehrs ist Seefracht. Im Jahr 2010 wurden etwa 60.000 Billionen Kilometertonnen auf See transportiert, das war 85 % des weltweiten Frachtverkehrs insgesamt. Bis 2050 wird laut einer Prognose von Statista das Frachtaufkommen auf das Vierfache des Niveaus von 2010 steigen, der Anteil der Seefracht dabei etwa gleich bleiben.
Warentransporte per Containerschiff sind sehr effizient. Pro transportierter Tonne und Kilometer werden im Vergleich zum Transport mit Lkw relativ wenig Kohlendioxid (CO2)-Emissionen verursacht. Letztere stoßen nach Angaben des Naturschutzbundes Deutschland (NABU) pro Tonne und Kilometer 50 Gramm Kohlendioxid aus, Containerschiffe dagegen nur 15 Gramm. Die Effizienz kann weiter gesteigert und der Kraftstoffverbrauch gesenkt werden, indem man die Schiffe noch größer baut. Allerdings ist der von Containerschiffen verwendete mineralölbasierte Schiffstreibstoff besonders schadstoffintensiv; 90 Prozent aller großen Schiffe fahren mit Schweröl. Damit ist unter anderem der Ausstoß an giftigem Schwefeloxid um ein Vielfaches höher. Um diesem Problem zu begegnen, senkte die Internationale Seeschifffahrts-Organisation (IMO) zum Jahr 2020 den Grenzwert für Schwefel im Treibstoff von zuvor 3,5 auf nunmehr 0,5 Prozent.
Es gibt Innovationen, um Windkraft für den Seetransport zu nutzen. Dazu gehören zylindrische Segel (Flettner-Rotoren), die nachträglich auf Frachtschiffen angebracht werden können und den Treibstoffverbrauch reduzieren können. Eine alternative Möglichkeit ist eine Zugdrachenkonstruktion, die ursprünglich bereits 2001 von dem Hamburger Unternehmen SkySails Power entwickelt wurde und mittlerweile von der Firma AirSeas vertrieben wird. Das Segel hat eine Fläche von 1.000 Quadratmetern und wurde entwickelt, um den Treibstoffverbrauch bei Frachtschiffen um bis zu zwanzig Prozent zu senken. Der Luftfahrtkonzern Airbus testet diese Idee momentan bei vier konzerneigenen Frachtern mit dem Ziel, bis zu 8.000 Tonnen an Kohlenstoffdioxidemission zu sparen.
Ein Pfad zum Betrieb von Frachtschiffen mit erneuerbarer Energie ist der Einsatz von mit regenerativ erzeugtem Strom produziertem grünem Ammoniak, der in klassischen Verbrennungsmotoren oder nach (teilweiser) Aufspaltung in seine Bestandteile Stickstoff und Wasserstoff in Brennstoffzellen eingesetzt werden kann. Gegenüber dem unmittelbaren Einsatz von Wasserstoff spricht die energieeffiziente und vergleichsweise kostengünstige Speicherung für den Einsatz in der Schifffahrt.
Güterverkehr in Deutschland (2019)

### Binnenschifffahrt
Da die Binnenschifffahrt eine umweltfreundliche Alternative für den Gütertransport darstellt, ist das Ziel zunächst die Steigerung des Transportvolumens. Für das stagnierende Transportvolumen der deutschen Binnenschifffahrt sind nach dem Forschungs-Informations-System für Mobilität und Verkehr (FIS) auch Defizite in der Wettbewerbsfähigkeit der deutschen Binnenschifffahrt gerade im internationalen Vergleich verantwortlich. Eine nicht optimal ausgebaute Wasserinfrastruktur mit unzureichenden Wasserrinnentiefen und Brückendurchfahrtshöhen führen zu geringen Ladekapazitäten und damit zu hohen Kosten. Eine gewisse Ausnahme bilden dabei die Wasserstraßen des Rheingebiets, die auch bei weitem das höchste Transportaufkommen haben. Weiterhin ist die deutsche Binnenschiffflotte im internationalen Vergleich recht alt (45 Jahre im Jahr 2013).
Die Binnenschifffahrt steht in engem Bezug zum Seehafenhinterlandverkehr. So hat die Binnenschifffahrt am Modal Split im Hinterlandverkehr der niederländischen und belgischen Seehäfen (Rotterdam, Amsterdam, Antwerpen und Zeebrügge) einen Anteil von rund 55 Prozent, während sie in Deutschland zumeist unter 10 Prozent des Hinterlandverkehrs bleibt. Grund ist der bessere Ausbau der Rhein-Wasserstraßen. Weiterhin befindet sich der größte Teil der 250 bedeutenden Binnenhäfen Deutschlands im Besitz großer Firmen, die nur im geringen Umfang Transportgut von Dritt-Unternehmen umschlagen.
Das FIS fordert vor diesem Hintergrund den Ausbau und die Instandhaltung der deutschen Wasserstraßen. Bestand und Tragfähigkeit der deutschen Binnenschiffflotte blieben in den letzten Jahren konstant und lagen im Jahr 2015 bei etwa 2,61 Millionen Tonnen.
In der Binnenschifffahrt werden verschiedene Ansätze für Energieeffizienz und Luftschadstoff-Reduzierung erprobt und erforscht. Dazu gehören Antriebskonfigurationen wie das Vater-Sohn-Konzept, dieselelektrische Hybridantriebe, hydrodynamische Optimierungen, Kraftstoff-Wasser-Emulsionseinspritzung, SCR-Katalysatoren, Partikelfilter, Gas-to-Liquid-Kraftstoffe (GTL) oder Liquified Natural Gas (LNG), die sich teils auch in Kombination anwenden lassen und zur Nachrüstung bestehender Systeme geeignet sind. Mit einem Motorenförderprogramm unterstützt das Bundesverkehrsministerium Binnenschifffahrtsunternehmen bei Einbau und Nachrüstung schadstoffarmer Motoren oder anderer emissionsreduzierender Techniken. Die Förderquote liegt bei bis zu 70 Prozent.

### Straßengüter und Modalsplit
Im Straßengüterverkehr schlagen einige Transportunternehmen teils neue Techniken wie Oberleitungslastkraftwagen, Elektrolastkraftwagen oder elektrische Transporträder vor. Kurier-Express-Paket-Dienste experimentieren mit neuen Konzepten der intelligenten Logistik. Oberleitungs-Lkw mit Zusatzbatterie bieten die Möglichkeit eines emissionsärmer gestalteten Lkw-Fernverkehrs, der zugleich energieeffizienter ist als bei batteriebetriebenen Lkw. Die Ausstattung von Autobahnen mit Oberleitungen für Lastkraftwagen hat den Vorteil, dass Lkw nur kleine Batterien mitführen müssten, da nur vergleichsweise kurze Strecken im reinen Batteriebetrieb zurückgelegt werden müssten. Zugleich wären Oberleitungs-Lkw eine kostengünstige Möglichkeit, den Gütertransport klimafreundlich zu machen, da die Elektrifizierung von Autobahnen mit Kosten von 3 Mio. Euro/km finanziell keinen allzu großen Aufwand darstellt. Als Strategie zur Verkehrsvermeidung gilt auch die regionale Lebensmittelproduktion.
Eine weitere Option zur Verminderung von CO2-Ausstoß und Umweltproblemen ist die Verlagerung des Lkw-Verkehrs auf Güterbahn und Binnenschiff. Dies wird auch als Modal Shift bezeichnet. Das Umweltbundesamtes gibt die Klimawirkung des Transports mit Lkw im Bezugsjahr 2020 im Schnitt mit 126 Gramm CO2-Äquivalenten pro Tonnenkilometer (g/tkm) an. Der Transport mit Güterzug hat nach dem Umweltbundesamt eine Klimawirkung von 33 g/tkm und der Transport mit Binnenschiff eine Klimawirkung von 43 g/tkm, womit Bahn und Schiff deutlich klimafreundlicher sind.
Obwohl die Europäische Union und ihre Mitgliedsstaaten die Nutzung von Binnenschiffen und Bahn in Kombination mit Lkw-Transport finanziell teils stark fördern, entwickelt sich bei seit Jahren steigendem Güterverkehr nur der Lkw positiv, Schiff und Schiene stagnieren oder verzeichnen Rückgänge. Für 2016 meldete das Statistische Bundesamt einen Rückgang der Transportleistung von 3,7 Prozent für das Binnenschiff, einen Rückgang von 0,5 Prozent für die Bahn sowie ein Wachstum von 2,8 Prozent für den Lkw. 2015 gab es bei einem wachsenden Transportaufkommen von 1,1 Prozent ein Plus von 1,9 Prozent für die Straße, ein Minus von 1 Prozent für die Schiene sowie ein Minus von 3,2 Prozent für das Binnenschiff. Insgesamt entfallen 71 Prozent der Transportleistung auf den Lkw.
Mit zunehmender Containerisierung wird jedoch eine Kombination verschiedener Verkehrsträger effizienter. Der Lkw muss im so genannten Multimodalen Verkehr oder Kombinierten Verkehr nur noch die letzte Meile zwischen Hafen oder Eisenbahnterminal und Kunden übernehmen. Maßnahmen zur Förderung des kombinierten Verkehrs sind beispielsweise:
- Der Hafen Rotterdam hat eine Quote für den Modal Split der Hinterlandverkehrsträger festgelegt: der Lkw-Anteil soll von 47 auf 35 Prozent sinken, während die Bahn anstelle von 13 zukünftig 20 Prozent, das Binnenschiff 45 statt 40 Prozent der Verkehrsleistung erbringen soll.[131]
- Anstatt Fernstraßen mit dem Transport von Schwergütern wie Industrieanlagen oder Bauteilen für Windturbinen zu belasten, muss über das elektronische Portal Verfahrensmanagement Großraum- und Schwertransporte (VEMAGS) geprüft werden, ob nicht alternative Transportwege wie Schiff und Schiene zur Verfügung stehen.[132]
- Mit der Förderung von Umschlaganlagen für den Kombinierten Verkehr unterstützt die deutsche Bundesregierung die Verkehrsverlagerung auf Binnenschiff und Güterbahn.[127]
- Die IHK Niederrhein, die Schifferbörse Duisburg und das Entwicklungszentrum für Schiffstechnik und Transportsysteme (DST) in Duisburg bieten gemeinsam einen Zusatzlehrgang an. Auszubildende Speditions- und Logistikkaufleute sollen dadurch Kenntnis über die Vorteile alternativer Verkehrsträger Bahn und Binnenschiff erlangen und diese so leichter in ihren Berufsalltag integrieren. Häufig stehen in der Ausbildung lediglich Straßengüterverkehr und zusätzlich Seefracht oder Luftverkehr auf dem Lehrplan.[133]

## Sektorübergreifende Maßnahmen
Einige Instrumente und Maßnahmen zur Minderung von Umweltschäden des Verkehrs können im Personen- und Güterverkehr in gleicher oder ähnlicher Weise angewendet werden. Im Straßenverkehr zählen dazu Emissionsstandards für Kraftstoffe wie beispielsweise die deutsche Treibhausgasminderungsquote, die Verbesserung der Effizienz von Fahrzeugen oder der Wechsel des Verkehrsträgers. Auch Preismechanismen, Emissionshandel oder Umweltsteuern, können wichtiger Teil eines Policy-Mix zur Reduktion der Emissionen in beiden Bereichen sein.
In der Europäischen Union wird voraussichtlich im Jahr 2027 mit dem EU-Emissionszertifikatehandel eine CO2-Bepreisung unter anderem für den Verkehrssektor eingeführt (EU-EHS II). Dadurch werden die Emissionen in den Sektoren Gebäude, Verkehr und Kleinindustrie EU-weit in Summe begrenzt. Das EU-EHS II hat gegenüber der EU-Lastenteilungsverordnung für diese Sektoren eine unterstützende Funktion: Es kann den Mitgliedstaaten helfen, ihre weiter bestehenden nationalen Zielvorgaben aus der Lastenteilungsverordnung einzuhalten, kann aber wegen seiner lediglich europaweit definierten Emissionshöchstmenge die Einhaltung nationaler Ziele nicht garantieren. Das EU-EHS II wird das Ausstoßen von CO2 und damit das Fahren von Verbrennerfahrzeugen teurer machen. In diesem Zusammenhang zeigt eine kürzliche Studie durch den Berliner Thinktank MCC, dass die Wirksamkeit des Instruments „Emissionshandel“ durchaus Auswirkungen auf das Verbraucherverhalten hat. 50 Prozent Emissionsverringerung von 2005 bis 2030 mit vorgeschriebenem „linearen Minderungspfad“ stellen insgesamt eine ausgesprochen fordernde Aufgabe dar, für welche das Umweltbundesamt genau mitverfolgt, inwieweit die Allgemeinheit mit den CO2-Emissionsminderungen den EU-Planungsvorgaben entspricht oder davon abweicht. Zuletzt waren Emissionsminderungsdefizite im Verkehr zu verzeichnen.

## Verkehrswende-Aktivisten
2023 gab es in München das zweite Mobilitätswendecamp. Hier hatten 1500 Aktivisten und 5000 Besucher die Möglichkeit, sich über das Thema zu informieren und an Aktionen teilzunehmen.